# Сборная Новой Зеландии по регби
Сборная Новой Зеландии по регби (англ. New Zealand national rugby union team), «Олл Блэкс» (англ. All Blacks, маори Ōpango — «полностью чёрные») — национальная команда, представляющая Новую Зеландию в международных матчах и соревнованиях высшего уровня по регби-15, считающемуся в этой стране национальным видом спорта.
Сборная участвовала во всех девяти чемпионатах мира и только один раз не смогла попасть в полуфинал: трижды становилась победителем (1987, 2011, 2015), два раза заняла второе место (1995 и 2023) и ещё в трёх случаях стала третьей (1991, 2003, 2019).
Новозеландцы десять раз признавались командой года по версии World Rugby и являются лидером по количеству набранных очков и единственным коллективом в международном регби, имеющим положительный баланс встреч со всеми своими соперниками. «Олл Блэкс» удерживали первую строчку в рейтинге сборных Международного совета регби дольше, чем все остальные команды вместе взятые. За последние сто лет новозеландцы уступали лишь семи национальным командам (Австралия, Англия, Ирландия, Родезия, Уэльс, Франция и ЮАР). Также в своём активе победу над «чёрными» имеют сборная Британских островов и сборная мира, которые не являются официальными членами IRB. Более 75 % тестовых матчей сборной завершались победой «Олл Блэкс» — по этому показателю национальная команда превосходит все остальные.
«Олл Блэкс» принимают участие в ежегодном Чемпионате регби (ранее — Кубке трёх наций), в котором соревнуются сильнейшие сборные Южного полушария. С 2012 года, когда вступили в силу новые правила первенства, к числу претендентов на титул (Австралия, Новая Зеландия, ЮАР) присоединилась аргентинская команда. Новозеландцы четырнадцать раз праздновали победу в этом турнире, при том, что всего состоялся двадцать один розыгрыш.
Первая игра с участием сборной Новой Зеландии прошла в 1884 году; соперником выступила команда из Камберленда (Новый Южный Уэльс). 15 августа 1903 года регбисты провели первую официальную встречу против «Уоллабис». Матч завершился победой новозеландцев (22:3). В 1905 году «Олл Блэкс» отправились в своё первое турне по Европе.
Ранние варианты формы сборной включали чёрную регбийку с изображением серебряного папоротника и белые бриджи. В рамках турне 1905 года все элементы экипировки спортсменов уже были чёрными, единственным объектом другого цвета остался папоротник. Именно тогда за командой закрепилось прозвище «Олл Блэкс». Перед каждой игрой спортсмены исполняют хака — боевой оклик маори. Традиционной версией танца является ка-матэ. С 2005 года в некоторых случаях исполняется версия капа-о-панго — немного изменённый вариант хака 1924 года «Киа Уака-нгавари».

## История

### Зарождение регби в стране

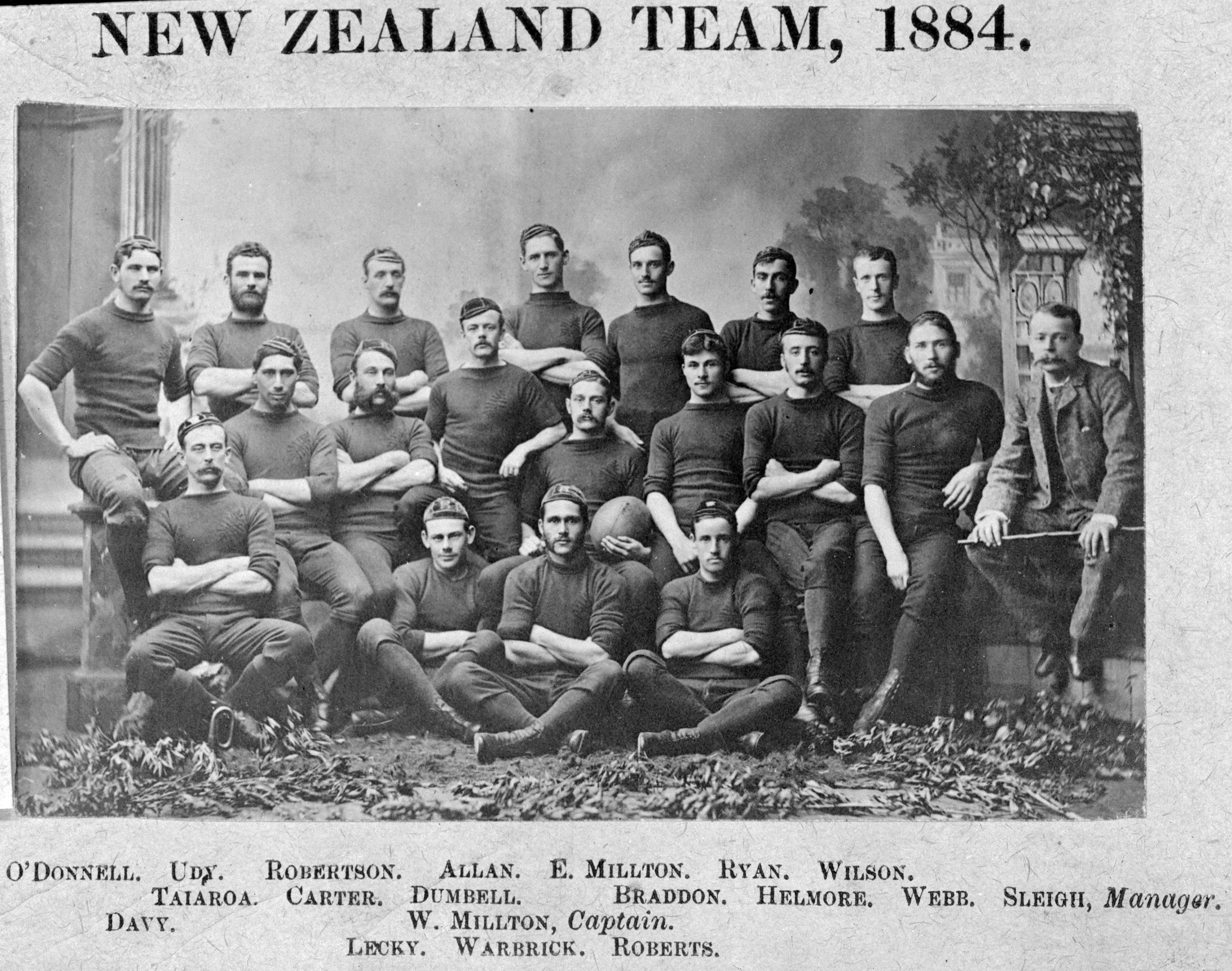
Команда, выступавшая в Новом Южном Уэльсе, 1884 год

Жители Новой Зеландии впервые узнали о регби в конце 1860-х годов благодаря энтузиазму Чарльза Джона Монро. Монро, сын известного новозеландского политика, ознакомился с игрой во время обучения в лондонском Кристс Колледж. Первая документально подтверждённая игра в стране состоялась в мае 1870 года в Нельсоне. Тогда сразились представители городского клуба и местного колледжа. Уже в 1879 году был создан первый административный орган — Регбийный союз Кентербери. В 1882 году на территории Новой Зеландии прошли первые международные матчи — страну посетили регбисты из Нового Южного Уэльса (тогда ещё представлявшие Южный регбийный союз). Австралийцы дважды сыграли со сборными Веллингтона и Окленда, на одну встречу были приглашены игроки из Кентербери, команда Северного острова и сборная Отаго и Уэст-Коста. В результате гости с материка одержали четыре победы и уступили в трёх матчах. Два года спустя состоялся ответный визит — новозеландцы приехали в Новый Южный Уэльс и выиграли все восемь встреч. Традиционно первым в истории Новой Зеландии регбистом называется Джеймс Аллан.
Первое турне объединённой команды Британских островов в Австралазию состоялось в 1888 году. В составе европейцев доминировали представители Северной Англии, присутствовали игроки из Уэльса и Шотландии. Матчи между главными сборными стран тогда проведены не были.

### Выход на международный уровень
В 1892 году создан Новозеландский регбийный союз, объединивший семь организаций регионального уровня. Руководящие органы Кентербери, Отаго и Саутленда при этом остались вне подчинения национальному союзу. Первая команда, собранная по инициативе союза, отправилась в турне по Новому Южному Уэльсу в 1894 году. В следующем году была организована первая игра новозеландской команды против сборной этого региона. Победа осталась за австралийцами — 8:6. Первый матч, получивший статус тестового, прошёл значительно позже, 15 августа 1903. Киви встретились со сборной Австралии на «Сидней Крикет Граунд» и выиграли со счётом 22:3.

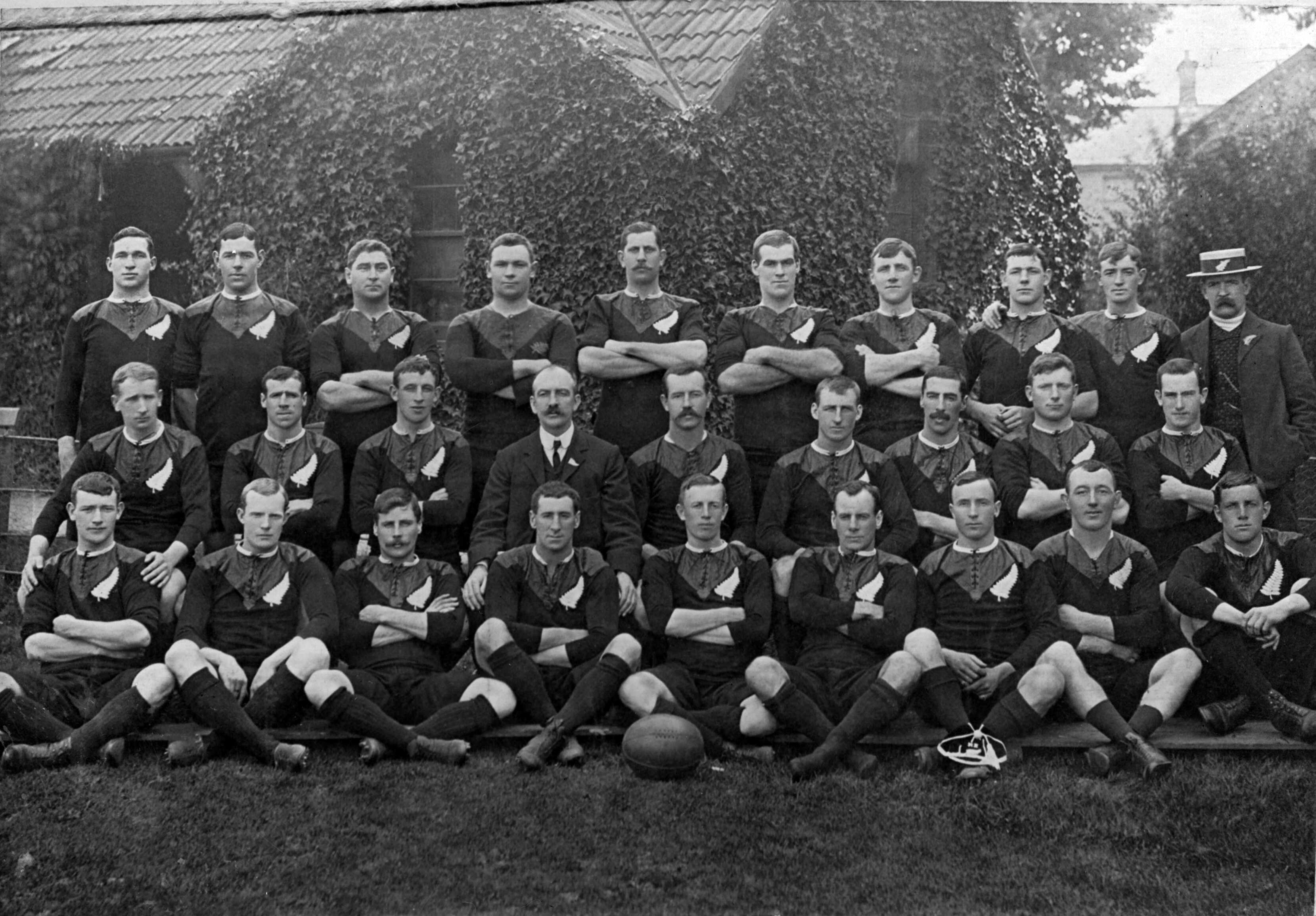
«Ориджинал Олл Блэкс», 1905 год

В 1905 году в Британии новозеландское регби представляла сборная, вошедшая в историю спорта под названием «Ориджинал Олл Блэкс» (англ. The Original All Blacks). Эта команда, впервые игравшая в полностью чёрной форме, стала первой сборной Новой Зеландии, совершившей выезд за пределы Австралазии. Билли Уоллес, один из игроков той сборной, утверждал, что прозвище «Олл Блэкс» закрепилось за новозеландскими регбистами с подачи одной лондонской газеты. Журналисты, описывая игру гостей, заметили, что все они как будто были защитниками (англ. "all backs"). Однако, по заявлению Уоллеса, имела место типографическая ошибка, и в итоге «защитники» (англ. "backs") стали «чёрными» (англ. "blacks"). Вероятно, что эта гипотеза основана на вымышленных событиях, так как характеристика журналистов подходит и для описания чёрной формы новозеландцев.
«Ориджиналс» потерпели всего одно поражение в рамках тура — в Кардиффе островитян переиграла сборная Уэльса (3:0). Матч надолго запомнился болельщикам обеих команд благодаря незасчитанной попытке новозеландца Боба Динса, которая могла бы сделать счёт ничейным. Сборная Британских островов, включавшая только английских и валлийских регбистов, посетила Новую Зеландию в 1908 году и проиграла «Олл Блэкс» дважды.

### Период развития

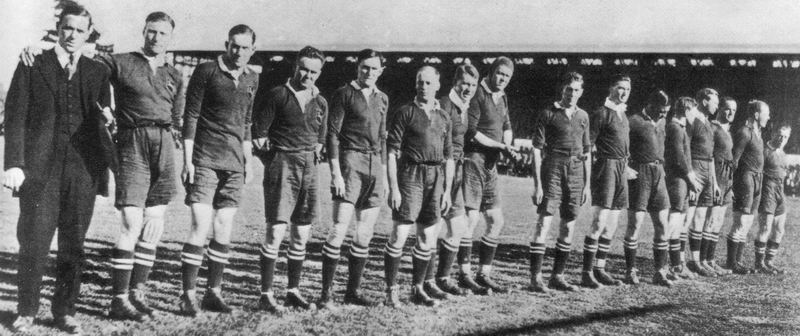
Сборная Южной Африки в день матча с «Олл Блэкс», 1921 год

Соперничество «Олл Блэкс» и «Спрингбокс» началось в 1921 году. Южноафриканцы приехали в Новую Зеландию и провели с «чёрными» серию матчей, по итогам которой победитель выявлен не был. Новозеландцы приехали в Африку в 1928 году, и серия игр на территории «антилоп» также завершилась вничью.
В 1924 году сборная Новой Зеландии вновь приехала в Британию. Выиграв у европейцев все матчи, регбисты того состава приобрели славу непобедимых. Однако Большой шлем, присуждаемый за победу над всеми британскими сборными, новозеландцы не получили. Шотландский союз отказался отправлять команду на матч с «Олл Блэкс» ввиду разногласий по расходам. Первая сборная Британских островов, укомплектованная игроками из всех областей страны, прибыла в Новую Зеландию в 1930 году. Британцам удалось выиграть у «чёрных» в первом матче, но затем хозяева победили три раза подряд. В 1935—1936 годах киви вновь посетили Соединённое Королевство. Из тридцати запланированных игр островитяне проиграли лишь в трёх, в том числе, в двух тестовых.
Одно из этих поражений во многом обусловлено блестящей игрой князя Оболенского, записавшего на счёт англичан две попытки. Матч, завершившийся со счётом 13:0, принёс команде хозяев первую победу над «Олл Блэкс».
Команду «Спрингбокс» образца 1937 года многие описывали как сильнейшую среди ступивших на новозеландские поля: южноафриканцам удалось выиграть серию матчей у «Олл Блэкс» в гостях.
Следующая встреча уже принципиальных соперников состоялась после Второй мировой войны, в 1949 году. Новозеландская команда под предводительством Фреда Аллена приехала в ЮАС, однако превзойти местную сборную регбисты не смогли, 3 сентября киви проиграли в Дурбане (3:9). Аллен тогда был травмирован, и его замещал Рон Элвидж. Более того, островитяне установили своеобразный антирекорд, проиграв два тестовых матча в один день. В тот же день прошёл матч другого состава «Олл Блэкс» против приехавших «Уоллабис». Встреча в Веллингтоне завершилась победой «кенгуру» (11:6). Новая Зеландия проиграла австралийцам и следующий матч (9:16), победителю которого вручался кубок Бледислоу — континентальная команда выиграла трофей впервые.
В ЮАС тем временем завершилось турне состава Аллена. Несмотря на то, что «Олл Блэкс» одержали 13 побед, 4 раза сыграли вничью и уступили 7 раз, счёт в серии тестовых матчей составил 4:0 в пользу соперников. Причиной одновременного проведения двух серий стал запрет властей ЮАС на въезд в страну регбистов-маори. Таким образом, в Африке играли только пакеха, то есть европеоиды «Олл Блэкс», австралийцев же встречали маори и белые резервисты. Подобное ограничение применялось правительством африканской страны до 1970 года. В том же 1949 году «африканская» часть сборной посетила Родезию, где провела два выставочных матча. Один из них завершился победой родезийцев (10:8), другой не выявил победителя (3:3). Интересно, что статистика встреч Родезии с новозеландцами значительно лучше, чем у большинства других сборных. Команды сыграли друг с другом пять раз, три победы одержали «Олл Блэкс», одну — африканцы и одна игра завершилась с ничейным счётом.

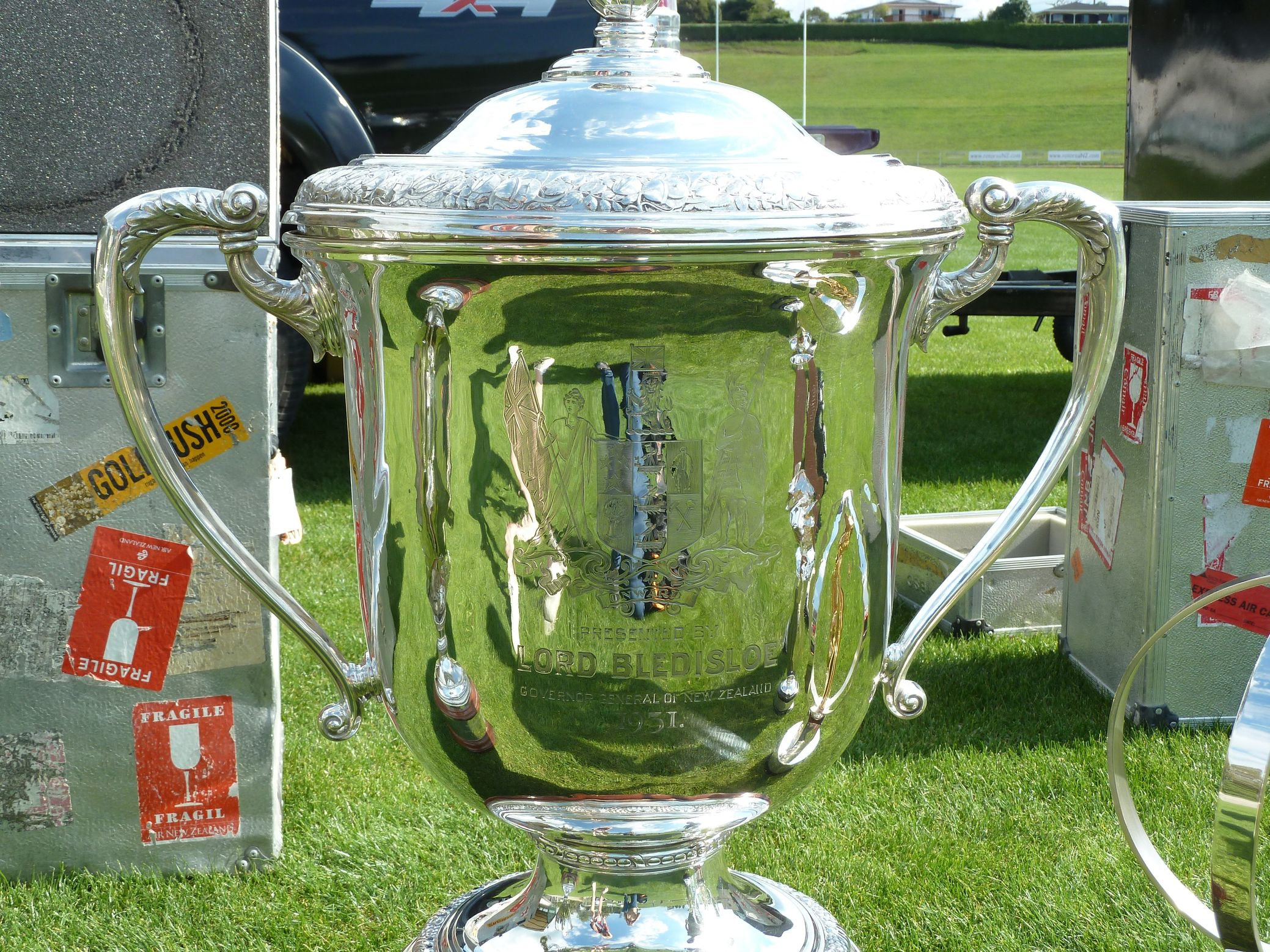
Кубок Бледислоу, разыгрываемый между сборными Австралии и Новой Зеландии с 1931 года

Два поражения «Олл Блэкс» в сериях с южноафриканцами подогрели интерес к приезду этой команды в Австралазию в 1956 году. Тренер Боб Стюарт и капитан Боб Дафф привели команду Новой Зеландии к победе в серии (3:1), которая стала не только первым подобным успехом «чёрных», но и первым серийным поражением южноафриканцев за границей. Во время проведения серии сборную пополнили два регбиста: Кевин Скиннер вернулся в состав, а Дон Кларк дебютировал в национальной команде. Эти игроки приняли участие в двух заключительных тестовых матчах. Экс-чемпион страны по боксу Скиннер был вызван в сборную после травм основных пропов Марка Ирвина и Фрэнка Макотамни. В третьей тестовой игре он занимался персональной опекой обоих южноафриканских «столбов». Кларк, имевший прозвище The Boot (Бутса), был известен как мастер ударов по воротам.
Ещё одна победа в серии (3:1) одержана «Олл Блэкс» над британской сборной в 1959 году. Превосходство новозеландцев над лучшими командами Африки и Европы стало свидетельством их доминирования на международной арене. В 1963—1964 годах сборная и её капитан Уилсон Уайнрей снова соревновались с командами Соединённого Королевства на британской земле. Тогда «Олл Блэкс» выполнили почти все необходимые для получения Большого шлема условия, однако шотландцы лишили гостей приза, сыграв с ними вничью. В том турне новозеландцы проиграли только один раз — их обидчиками стали регбисты «Ньюпорта», победившие южан 30 октября 1963 года на стадионе «Родни Парейд».
Состав «Олл Блэкс» 1967 года также мог претендовать на получение Большого шлема. Команда победила в трёх тестовых матчах, но последняя и решающая игра с Ирландией не состоялась из-за распространения ящура.
Этот тур стал частью наиболее продолжительной победной серии сборной, выигрывавшей все семнадцать матчей с 1965 по 1970 год. Кроме того, на тот момент серия стала рекордной среди всех сборных. В 1997—1998 годах аналогичный результат продемонстрировала южноафриканская команда, а в 2010 году рекорд побила Литва, которая, тем не менее, не принадлежит к числу ведущих регбийных держав. Серия матчей 1966 года между Новой Зеландией и приехавшими «Лайонз» завершилась разгромом последних, во всех четырёх играх доминировала команда из Океании. При этом реванш, состоявшийся пять лет спустя, «львам» удался и они сумели выиграть серию. Гостевая победа британцев до сих пор остаётся единственной. Соискатели Большого шлема потерпели очередную неудачу в 1972—1973 годах, сыграв вничью с ирландской сборной. Проп новозеландцев Кит Мёрдок тогда был исключён из команды в связи со скандалом, учинённым им в кардиффском отеле после победы над валлийцами.
В 1978 году капитан «Олл Блэкс» Грэм Мури впервые привёл команду к победе над всеми сборными Британии. Последний матч против Уэльса новозеландцы выиграли с небольшим преимуществом (13:12), которое было обеспечено успешной реализацией пенальти в самом конце встречи. Назначение штрафного удара вызвало протесты со стороны валлийцев. Дело в том, что лок «Олл Блэкс» Энди Хейден, желая заработать пенальти, вынырнул из коридора, однако судья Роджер Куиттенден зафиксировал нарушение игрока сборной Уэльса Джеффа Уила, который совершил прыжок с плеча новозеландца Фрэнка Оливера. «Чёрные» потерпели в рамках тура только одно поражение от «Манстера» на стадионе «Томонд Парк» (0:12). Эта игра стала единственным случаем, когда какая-либо команда из Ирландии смогла выиграть у сборной Новой Зеландии. Матч вдохновил драматурга Джона Брина на создание пьесы Alone it Stands («Он такой один»).

### Противоречия в мировом регби

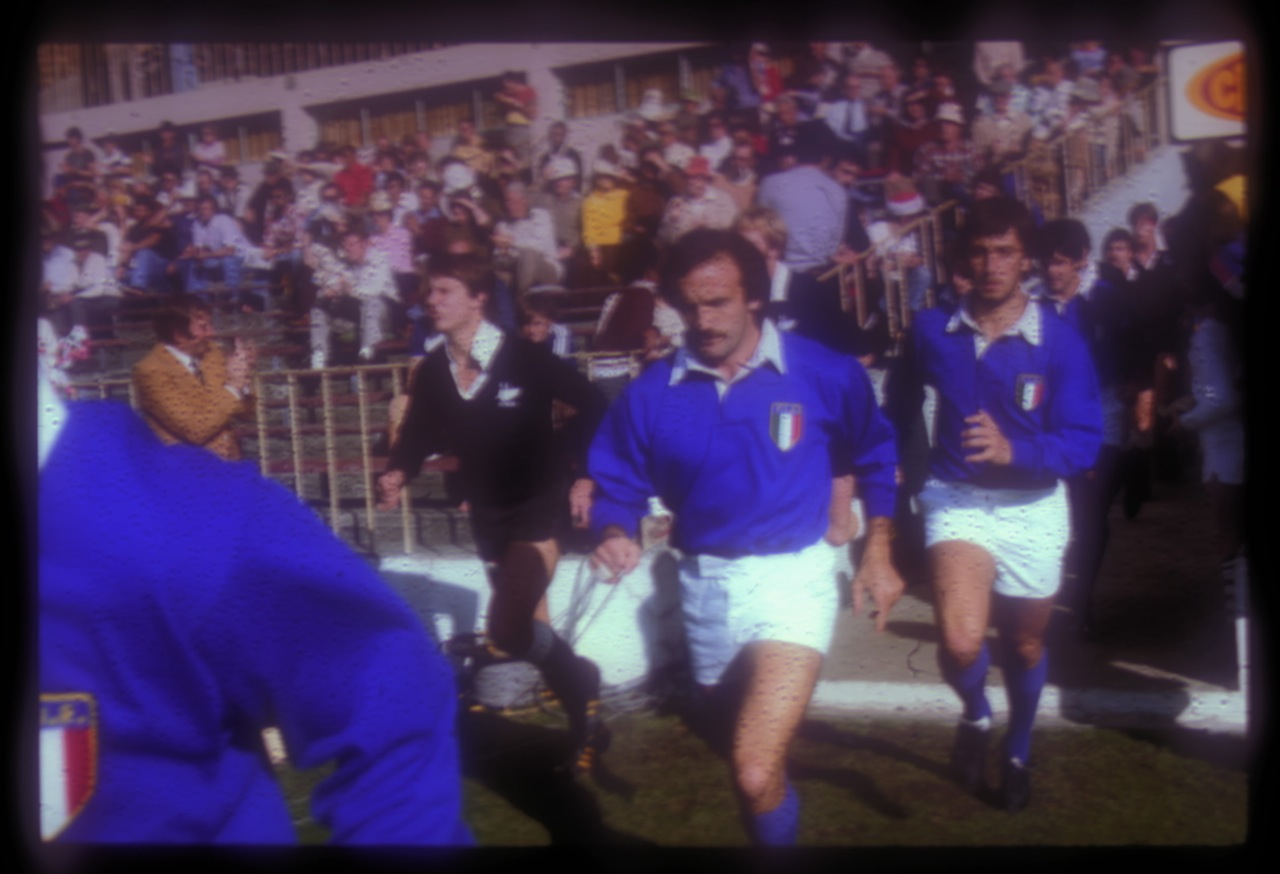
Перед матчем «Олл Блэкс» со сборной Италии, 1980 год

Выезд «Олл Блэкс» в ЮАР в 1976 году вызвал множество споров среди регбийных экспертов и любителей игры. Южноафриканская политика апартеида многим представлялась неприемлемой и противоречащей базовым принципам этики, в том числе, спортивной: с 1969 года в Новой Зеландии действовало протестное движение «Прекратите все расистские турне», призывавшее прервать любые регбийные контакты с ЮАР как поборником белого расизма и апартеида. Отказ МОК исключить государство из числа участников главного спортивного форума привёл к тому, что монреальскую Олимпиаду бойкотировали 28 стран Африки. Новозеландские регбисты опять не сумели выиграть серию тестовых матчей, чего они не могли сделать вплоть до середины 1990-х годов, когда режим Национальной партии и система апартеида уже пали. Турне «Олл Блэкс» способствовало подписанию Глениглсского соглашения 1977 года, которое ограничило совместную соревновательную практику спортсменов из ЮАР и стран Содружества наций.
Турне «Спрингбокс» по Новой Зеландии 1981 года спровоцировало ряд протестных мероприятий среди местных жителей. Новая Зеландия не видела столь интенсивных акций со времён Береговой забастовки 1951 года. Новозеландские регбийные функционеры мотивировали приглашение африканцев тем, что правительство новозеландского премьер-министра Роберта Малдуна гарантировало, что спорт в стране останется вне политики. Серию, сопровождаемую весьма агрессивным протестом, который даже вынудил администрацию отменить две игры, выиграли «Олл Блэкс». Третий и последний тестовый матч также запомнился выступлением одного из политических активистов и противников апартеида, летавшего вокруг стадиона «Иден Парк» на самолёте Cessna. Пилот на протяжении всей игры сбрасывал на арену листовки, мучные бомбы и пиротехнические изделия. Венцом акции стал спуск на парашюте баннера с надписью "Biko, ", посвящённого известному борцу за права темнокожих жителей ЮАР. За матчем закрепилось название Flour Bomb Test («игра мучных бомб»). Благодаря острой политической повестке и вызванным ей беспорядкам турне оказало значительное влияние на новозеландское общество.
Ответный тур, который был запланирован на 1985 год, не состоялся, так как посещение ЮАР было признано противоречащим конституции Новозеландского регбийного союза. В 1986 году в Африку отправилась команда «Нью Зиленд Кавальерс» (англ. New Zealand Cavaliers), в составе которой было множество мятежных регбистов из национальной сборной. Регбийный союз не наделил «кавалеров» статусом главной команды страны и отказался регистрировать её выступления. По возвращении на родину участники запрещённого турне были дисквалифицированы на два тестовых матча. Предположение о возмездном характере поездки не подтвердилось.

### Первые чемпионаты мира

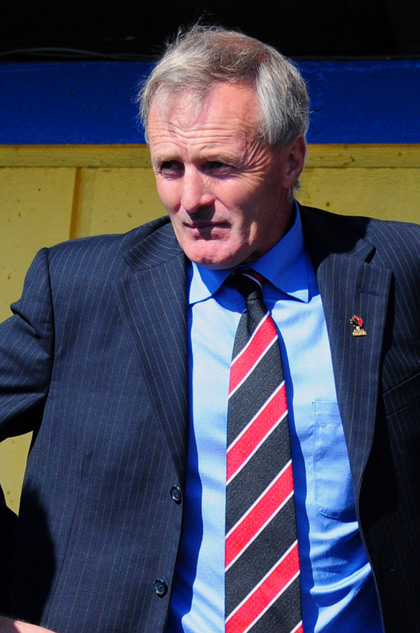
Киран Кроули, участник чемпионского состава 1987 года

Новая Зеландия, совместно с Австралией, принимала первый розыгрыш кубка мира, обладателем которого и стали «Олл Блэкс». В оклендском финале подопечные Брайана Локора переиграли французов со счётом 29:9. Во всех матчах турнира соперники новозеландцев заработали всего 52 очка, в ответ хозяева чемпионата занесли 43 попытки в шести играх. На пути к чемпионскому титулу сборная обыграла итальянцев, фиджийцев, аргентинцев, а также регбистов Шотландии, Уэльса и Франции. К следующему чемпионату команду подготовил тренерский дуэт Алекса Уайлли и Джона Харта. Постаревшая сборная с трудом, хотя и с немалой разницей в счёте переиграла Италию и США в групповом турнире, добившись победы и над англичанами. Четвертьфинал против сборной Канады «Олл Блэкс» отыграли относительно спокойно (29:13), но уже в полуфинале новозеландцы потерпели первое в истории поражение на мировом первенстве. Тогда сильнее их оказалась сборная Австралии (16:6) — будущие победители чемпионата. После окончания турнира последовало несколько громких отставок. Среди покинувших сборную был и Уайлли, выигравший с командой 29 тестовых матчей (86 % от общего числа игр).
В 1992 году Уайлли сменил Лори Мэйнс, который и готовил «чёрных» к чемпионату в ЮАР, где должна была дебютировать домашняя команда. «Олл Блэкс» считались фаворитами предстоящего первенства, и эти ожидания оправдались в полуфинальном матче против сборной Англии, когда молодой игрок островитян Джона Лому записал на свой счёт четыре попытки. Однако, в ход подготовки регбистов к финалу вмешался внешний фактор: незадолго до матча многие спортсмены получили пищевое отравление. Причина отравления до сих пор остаётся предметом жарких споров. Вместе с тем, «чёрным» всё же удалось перевести главную игру чемпионата в овертайм, победу в котором праздновали африканцы. Решающий дроп-гол забил Джоэл Стрэнски. Заявление о пищевом характере отравления позже было дезавуировано Рори Стейном, бывшим главой службы безопасности Нельсона Манделы — во время проведения чемпионата Стейн занимался обеспечением безопасности новозеландцев. В своей книге Syndicate link to Kiwi poisoning of '95 он обвинил в инциденте дальневосточный игорный синдикат, чьи представители якобы подкупили официантку.

### Профессиональный период
Начало профессиональным отношениям в регби Южного полушария было положено в 1995 году с созданием организации SANZAR, в рамках которой происходит сотрудничество австралийских, новозеландских и южноафриканских регбийных органов. Институт был создан для продажи прав на трансляцию игр новых чемпионатов. Одним из них стал турнир Супер 12, объединивший региональные команды всех трёх стран. Другой — Кубок трёх наций — стартовал в 1996 году. Первым победителем состязания стали «Олл Блэкс», одержавшие победу во всех четырёх матчах розыгрыша. Впоследствии турниры получили названия Супер Регби и Чемпионат регби соответственно. Матч кубка трёх наций 1996 года между новозеландцами и «Спрингбокс» открыл серию игр между этими сборными. Тренер Джон Харт и капитан Шон Фицпатрик привели команду к историческому достижению: впервые «Олл Блэкс» смогли выиграть гостевую серию в ЮАР. Позднее Фицпатрик сообщил, что считает этот успех более значимым, чем победу на чемпионате мира 1987 года, где он также отстаивал честь сборной.
На протяжении следующих двух сезонов команда выступала нестабильно. Показав максимальный результат в Кубке трёх наций 1997 года, в 1998 году сборная уступила во всех пяти тестовых играх сезона. «Олл Блэкс» провалили борьбу и за Кубок трёх наций, и за кубок Бледислоу, дважды проиграв ЮАР и трижды — Австралии. Впервые с 1949 года сборная Новой Зеландии потерпела четыре поражения подряд. В 1999 году команда проиграла «Уоллабис» со счётом 7:28. Поражение стало самым крупным за всё время выступлений «Олл Блэкс».

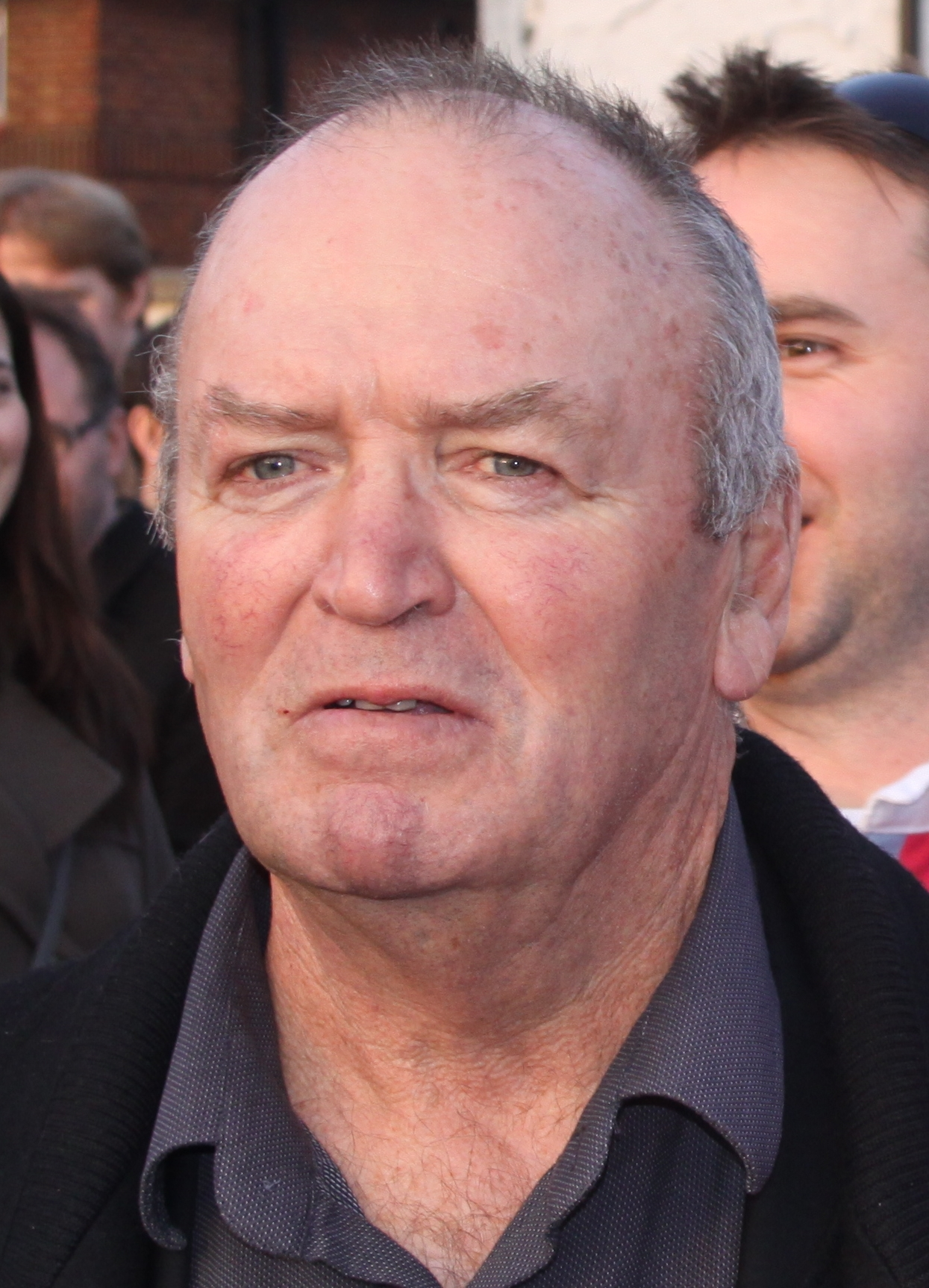
Грэм Генри, 2011 год

Своеобразной компенсацией болельщикам стала игра сборной на чемпионате мира 1999 года. Новозеландцы доминировали в группе, обыграв в числе прочих и Англию. Матч на главной регбийной арене британцев — «Туикенеме» — закончился со счётом 30:16 в пользу южан. «Олл Блэкс» успешно преодолели четвертьфинальную стадию, обыграв шотландскую команду (30:18). Матч 1/2 финала против Франции вновь проходил на стадионе «Туикенем». В первой половине встречи «чёрные» завладели инициативой и ушли на перерыв с превосходством в счёте — 17:10. Во втором тайме, однако, европейцы показали выдающееся качество игры, а новозеландцы ничего не смогли противопоставить натиску «синих». В итоге борьбу за кубок мира продолжили французы. Через некоторое время сборную покинул Харт — на смену ему пришёл тандем Уэйна Смита и Тони Гилберта.
Под руководством обновлённого тренерского штаба команда дважды (в 2000 и 2001 годах) завоёвывала серебряные медали кубка трёх наций. 3 октября 2001 года новым наставником сборной был объявлен Джон Митчелл. Его деятельность оказалась более продуктивной: «Олл Блэкс» выиграли главный турнир Южного полушария в 2002 и 2003 годах, а также вернули в 2003 году кубок Бледислоу, который с 1998 года находился в безраздельном владении австралийцев. К чемпионату мира команда подошла в ранге фаворита. Действительно, в рамках группового этапа новозеландцы оформили победы над Италией, Канадой и Тонга. Куда больших усилий потребовала победа в одной из самых напряжённых игр чемпионата против Уэльса. В четвертьфинале новозеландцы одержали первую победу над «Спрингбокс» в розыгрышах кубка мира (29:9). Полуфинальная игра в Сиднее против австралийцев завершилась триумфом принимающей стороны (22:10). Данный результат не удовлетворил руководство регбийного союза, и Митчелл был уволен. У руля сборной стал Грэм Генри.
Карьера Генри в национальной команде началась с двойной победы над действующими чемпионами мира — англичанами. Игры, прошедшие в 2004 году, завершились с общим счётом 72:15, причём британцы не занесли ни одной попытки. Несмотря на благоприятный старт, в дальнейшем «Олл Блэкс» выступали с переменным успехом. В сезоне кубка трёх наций сборная два раза превосходила соперника и дважды проигрывала. В итоговом распределении мест роль сыграли бонусные очки — Новая Зеландия оказалась на последней позиции. Заключительная часть соревновательного года сложилась для команды положительно. «Чёрные» выигрывали матчи в Европе и в одном из них нанесли Франции самое крупное на тот момент поражение — 45:6.
В 2005 году киви разгромили команду Британских островов в серии тестовых матчей (3:0), завоевали Кубок трёх наций и Большой шлем. В страну отправились несколько ежегодных премий IRB: «Олл Блэкс» были признаны командой года, Генри — лучшим тренером, Дэн Картер превзошёл других номинантов в споре за звание лучшего игрока сезона. В следующем году сборная получила номинацию премии Laureus World Sports Awards в категории «Команда года». Впрочем, тогда приз получила гоночная команда «Рено».
Сезон Кубка трёх наций 2006 года вновь принёс победу команде Генри. «Чёрные» выиграли пять первых матчей турнира (три у Австралии и два — у ЮАР). В последней, шестой игре южноафриканцы всё же оказались сильнее команды из Океании. «Олл Блэкс» завершили год туром в Европу, где смогли обыграть французов, англичан и валлийцев с рекордной гостевой результативностью. Сборная второй раз подряд стала лауреатом премии IRB и также во второй раз стала претендентом на награду Laureus World Sports Awards]. Впервые игроком года был признан Ричи Маккоу.
В 2007 году сборная провела два матча с оппонентами из Франции. Обе встречи закончились в пользу новозеландцев: команда выиграла 42:11 на «Иден Парк» и 61:10 на «Уэстпак». Третий матч против «кленовых листьев» «Олл Блэкс» также записали себе в актив. Обе стороны продемонстрировали волю к победе, и итоговый счёт — 64:13 — отражает содержание игры не в полной мере.
Первая игра сборной в кубке трёх наций 2007 года прошла в Дурбане. Новозеландцы занесли хозяевам две попытки в течение последних десяти минут матча и переломили ход встречи, одержав волевую победу (26:21). Через неделю «Олл Блэкс» впервые с 2004 года проиграли Австралии (15:20). Встреча проходила на «Мельбурн Крикет Граунд». В следующих двух матчах соперники не смогли оказать «чёрным» должного сопротивления, и последние снова защитили титул.
Сборная стремительно преодолела групповой этап ЧМ-2007, разгромив Шотландию, Италию, Румынию и Португалию с разницей не менее чем в сорок очков. Тем неожиданнее стал вылет «Олл Блэкс» уже по итогам четвертьфинальных матчей — команда Генри проиграла французам. Подобный результат не соответствовал ожиданиям чиновников регбийного союза и новозеландских любителей игры. Появились слухи о том, что возможным преемником специалиста может стать тренер «Кентербери Крусейдерс» Робби Динс. Тем не менее, Генри сохранил пост и продолжил работу с главной командой.

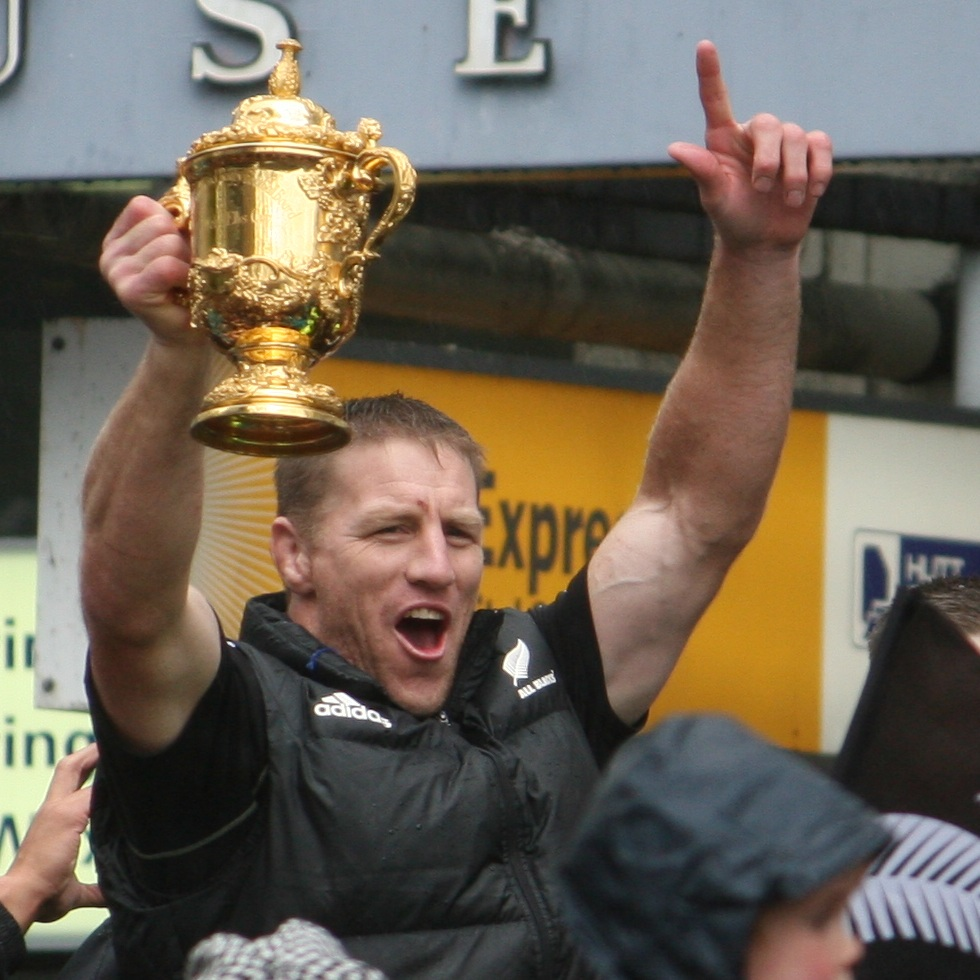
Брэд Торн с кубком Уэбба Эллиса, 2011 год

Сезон 2008 года сборная начала с трёх тестовых матчей. Первая игра против Ирландии прошла на стадионе «Уэстпак». Затем «Олл Блэкс» провели две игры против англичан на «Иден Парк» и «Ланкастер Парк». Стартовая игра главного для команды турнира года также была проведена на «Уэстпак». Новозеландцы обыграли ЮАР со счётом 19:8. Неделю спустя «чёрные» уступили в матче с тем же соперником — 28:30. Матч состоялся на стадионе «Кэрисбрук» в Данидине, и, таким образом, серия «Олл Блэкс» из 30 домашних побед была прервана: предыдущее поражение команда потерпела в 2003 году от Англии. В двух последовавших встречах с австралийцами сборная тоже выполнила задачу наполовину. В первой игре на «Австралии» успех праздновали «Уоллабис» (34:19), во втором же матче верх взяли хозяева «Иден Парка» (39:10). Главную победу года новозеландцы одержали на «Ньюлэндс Стэдиум» в поединке с ЮАР (19:0). Решающая игра прошла 13 сентября в Брисбене. «Олл Блэкс» доказали своё превосходство над «кенгуру» (28:24), попутно завоевав главные призы кубка трёх наций и кубка Бледислоу.
Следующий сезон сборная открыла 13 июня домашним поражением от Франции (22:27). Через семь дней команда из Южного полушария взяла реванш у себя дома (14:10). При этом «синие» выиграли с лучшей разницей, и поэтому кубок Дэйва Галлахера пополнил коллекцию европейцев. Ещё через неделю Новая Зеландия нанесла поражение итальянцам на «Ланкастер Парк» (27:6). Завершив сезон кубка трёх наций на втором месте, «чёрные» упустили возможность взять трофей в пятый раз подряд.
Новозеландцы вернули себе титул лучшей южной сборной уже через год. Золото Кубка трёх наций 2010 года стало для команды уже десятым. Приятным для поклонников «Олл Блэкс» стал факт серийных побед над сборными Австралии и ЮАР. В споре с континентальными соседями регбисты Новой Зеландии вернули в страну кубок Бледислоу. Кроме того, киви не проигрывали на протяжении 15 тестовых игр, что позволило команде приблизиться к рекорду сборной Литвы, выигравшей 18 матчей подряд.
Чемпионат мира 2011 года стал для команды Генри победным. Не оставив конкурентам по групповому этапу (среди которых были Тонга, Япония, Франция и Канада) ни единого шанса, «чёрные» вышли в плей-офф, где последовательно превзошли сборные Аргентины, Австралии и всё той же Франции. Финальный матч, повторивший по составу участников решающую игру первого розыгрыша кубка мира, также триумфального для новозеландцев, завершился со счётом 8:7. «Олл Блэкс» во второй раз стали обладателями кубка Уэбба Эллиса.
С 2012 году сборную возглавляет Стив Хансен. В дебютном сезоне под руководством нового тренера сборная в одиннадцатый раз стала сильнейшей в Южном полушарии, дополнив успех победами в кубке Бледислоу и кубке Свободы — новозеландцы прошли турнир без единого поражения. В том году коллектив уступил лишь однажды: 1 декабря киви проиграли хозяевам «Туикенема» англичанам. Годом спустя команда вновь выиграла Чемпионат регби, отпраздновав победу во всех поединках. Другим важным событием 2013 года стало проведение трёхматчевой серии с французами. «Олл Блэкс» обыграли гостей во всех матчах, став первой в истории профессионального регби командой, сумевшей провести идеальный сезон.

## Форма
Название All BLacks команда получила в 1905 году с введением экипировки полностью чёрного цвета. Однако в своих первых выездных играх, состоявшихся во время австралийского турне в 1984 году, новозеландцы выступали в тёмно-синих свитерах с золотистым изображением папоротника на левой стороне. В 1893 году участники ежегодного общего собрания союза утвердили новый стандарт формы игроков сборной, который предусматривал чёрную футболку с серебристым папоротником и белые бриджи. Тем не менее, судя по фотографиям того периода, поначалу вместо бриджей могли использоваться шорты. В период с 1897 по 1901 год официальный стандарт претерпел изменения, и в 1901 году в игре со сборной Нового Южного Уэльса новозеландская команда выступала в чёрном джерси без воротника с вышивкой в виде серебристого папоротника.
Эмблема спонсора впервые появилась на футболках сборной в 1994 году, когда команду финансово поддерживала новозеландская компания по производству пива Steinlager.
В 1996 году возможность подписания спонсорского контракта с «Олл Блэкс» рассматривала компания Nike, однако предпочла сотрудничать с Тайгером Вудсом.
В 1999 году основным спонсором команды стала компания Adidas. В 2002 году, продлевая спонсорский контракт с Новозеландским регбийным союзом, компания Adidas заключила с ним особое соглашение. Фирма, инвестировавшая в национальную сборную Новозеландии ежегодно по 20 млн долларов, обязалась выплатить 200 млн долларов за последующие девять лет, рассчитывая на то, что за этот период команда сохранит уровень игры на рекордном уровне, выигрывая по меньшей мере в трёх матчах из четырёх.

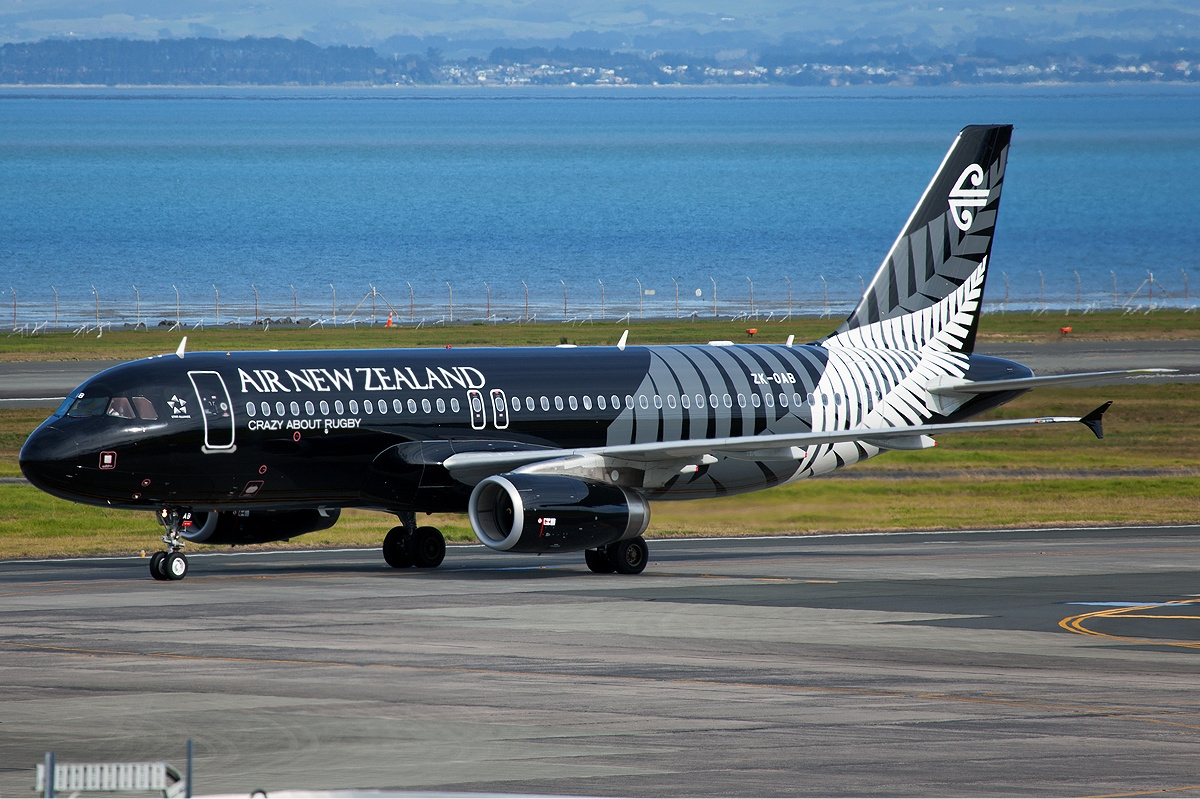
А320 в ливрее «Олл Блэкс»

В конце XX века под девизом Crazy about rugby (с англ. — «Без ума от регби») одним из спонсоров команды стала национальная авиакомпания Новой Зеландии Air New Zealand, в связи с чем несколько самолётов перевозчика обрели чёрную раскраску в стиле команды.
В 2006 году во время матчей с французами в рамках предновогодних турне новозеландские регбисты надевали на рукав вышитое символическое изображение красного мака. Мак символизирует солдат, павших в европейских сражениях. Капитан «Олл Блэкс» Ричи Маккоу сказал: «Мы хотим принести дань уважения заграничной службе новозеландцев. Это важная часть истории нашей страны и команды».
Резервный комплект формы новозеландцев по традиции включает белую регбийку и чёрные шорты. Возвращение к привычному сочетанию цветов состоялось в мае 2009 года. До этого в течение некоторого времени команда использовала серую регбийку.
30 июля 2011 года, перед матчем против «Спрингбокс» в Веллингтоне, был представлен новый вариант формы сборной. Футболка отличается наличием белого воротника-стойки, который призван напомнить о победе «Олл Блэкс» на чемпионате мира 1987 года. На ней присутствуют логотипы Adidas и Новозеландского регбийного союза.

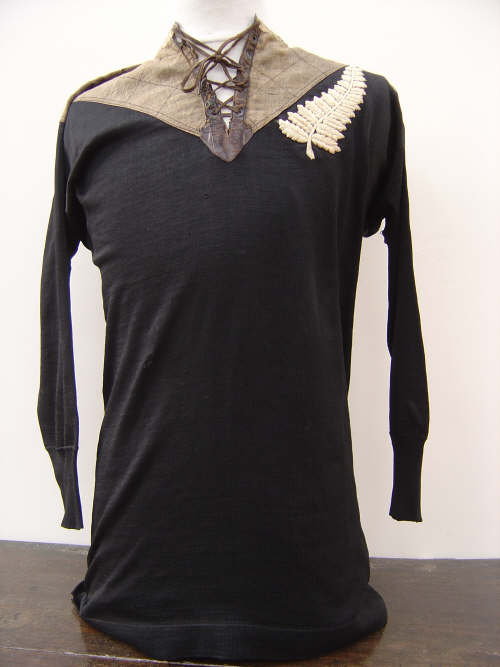
Форма «Ориджиналс», 1905 год
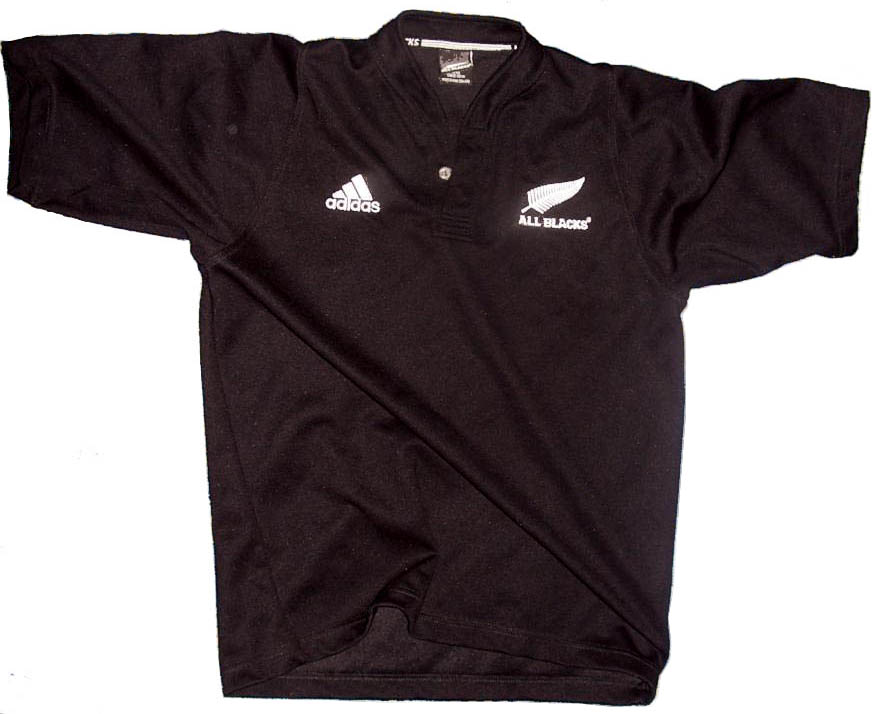
Форма производства Adidas, 1999—2011 годы
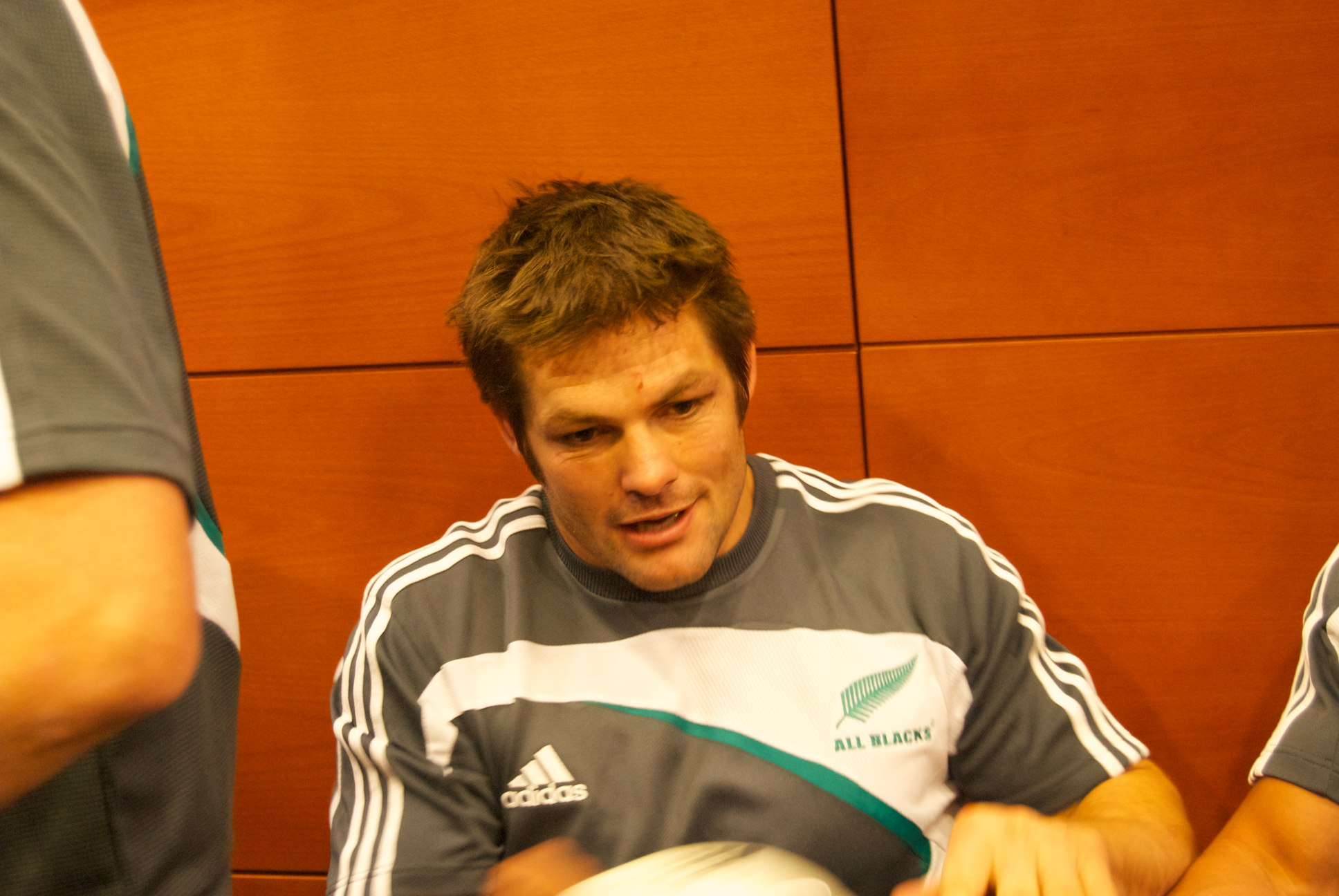
Капитан сборной Ричи Маккоу в тренировочном костюме «Олл Блэкс», 2010 год
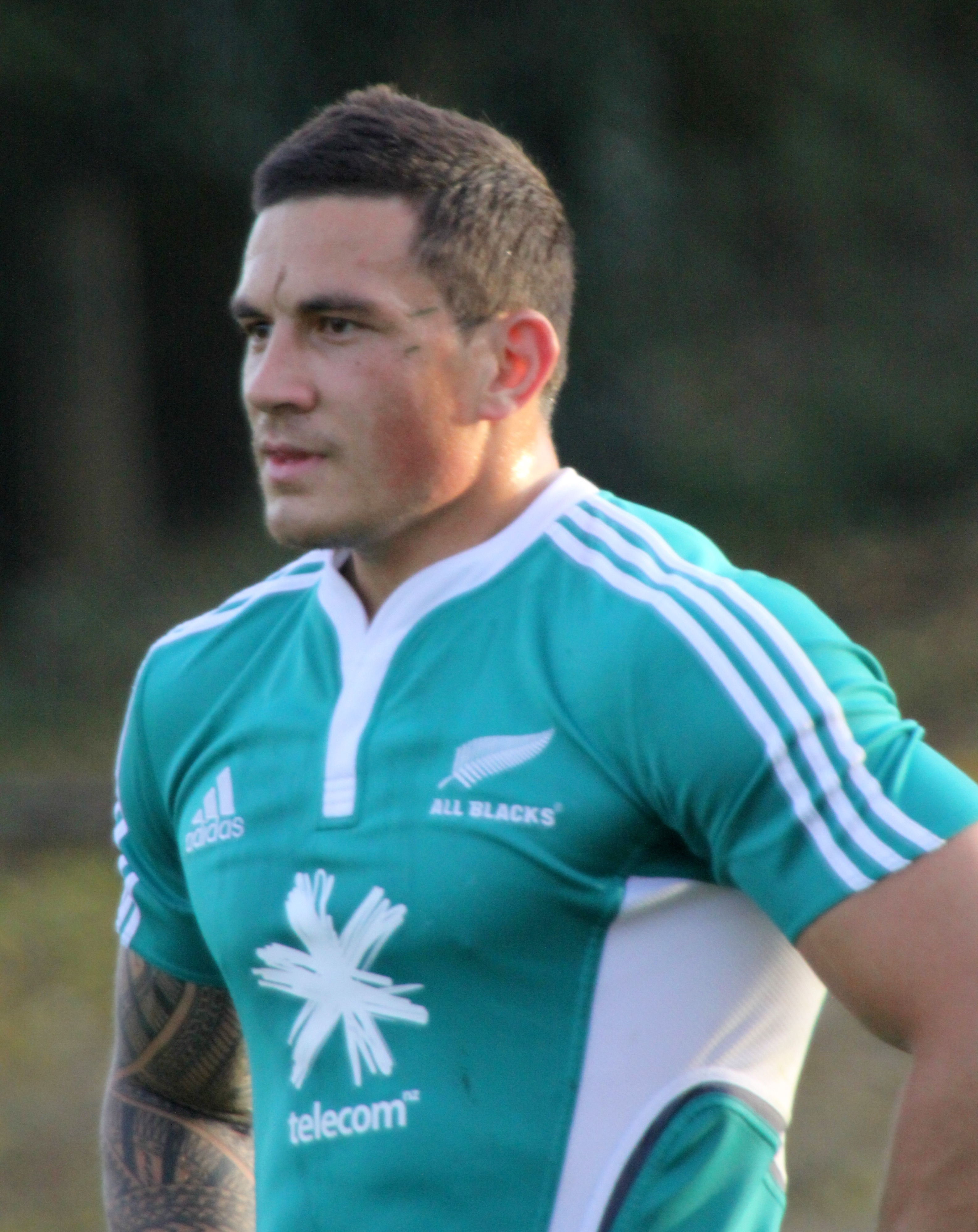
Сонни Билл Уильямс в тренировочной форме, 2010 год
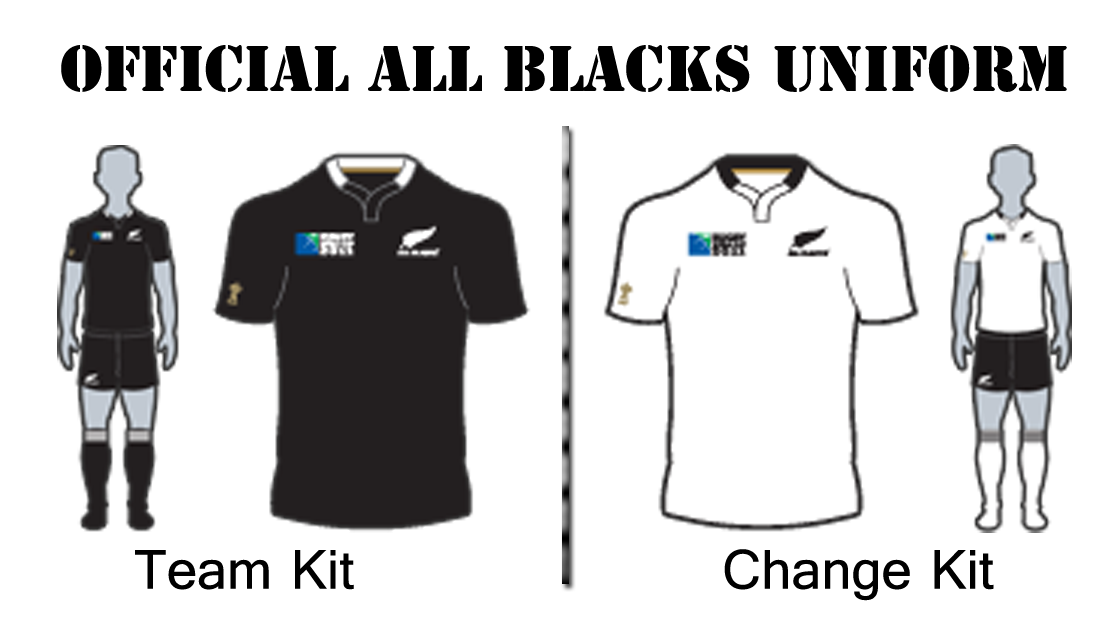
Официальный комплект формы, 2011 год—н.в.

## Хака

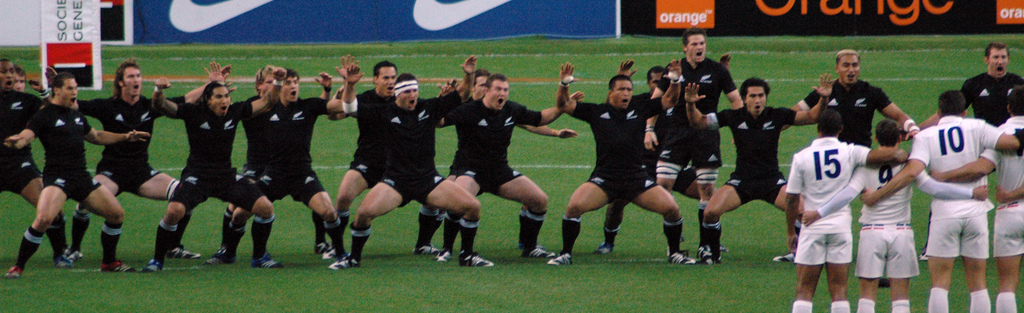
Сборная исполняет хака ка-матэ перед матчем с французами. Ноябрь 2006 года

Игроки сборной исполняют танец хака перед каждым международным матчем. Этот традиционный маорийский танец тесно связан с выступлениями команды ещё со времён австралийского турне 1884 года. Сборная команда аборигенов Новой Зеландии, игравшая в Великобритании в 1888—1889 годах, танцевала версию «Аке Аке Киа Каха». Состав 1903 года, проводивший матчи в Австралии, исполнял насмешливую версию хака «Тупото коэ, Кангару!». С 1905 года «Олл Блэкс» начали использовать вариант ка-матэ, который к 1914 году окончательно утвердился в качестве одного из символов сборной. В 1924 году новозеландцы исполняли специально написанную композицию «Киа Уака-нгавари», но впоследствии регбисты вернулись к привычному ка-матэ.
В августе 2005 года перед матчем Кубка трёх наций между Новой Зеландией и ЮАР «Олл Блэкс» представили публике новый танец капа-о-панго, специально подготовленный Дереком Ларделли. Танец «создан для того, чтобы отразить мультикультурный состав современной Новой Зеландии, в частности влияния на неё полинезийских культур». Предполагалось, что данная вариация будет исполняться в особых случаях и полная замена ка-матэ не произойдёт. Капа-о-панго завершается жестом, который критики выступления охарактеризовали как «перерезание глотки». В 2006 году на этом основании разразился скандал. В отношении регбистов поступили обвинения в поощрении насилия и неправильном посыле болельщикам. По мнению автора, жест обозначает «насыщение сердца и лёгких жизненной энергией».
В ноябре 2006 года перед игрой с валлийцами сборная исполнила хака не на поле, а в раздевалке. Причиной тому стали разногласия с Валлийским регбийным союзом, по инициативе которого в ответ на хака должен был прозвучать гимн Уэльса. Новозеландцы же привыкли исполнять танец непосредственно перед стартовым свистком.
В 2008 году «Олл Блэкс» играли против клуба «Манстер» на арене «Томонд Парк». Перед игрой четверо новозеландских регбистов «Манстера» исполнили хака прежде, чем это успели сделать представители национальной команды. В рамках того же турне своеобразный ответ на хака подготовили и игроки сборной Уэльса. После выступления новозеландцев «Драконы» молча смотрели на соперников, те же поступили аналогичным образом. Спортсмены продолжали акцию до тех пор, пока рефери не принудил стороны к началу игры.

## Результаты
| Топ-30 рейтинга на 31 октября 2022                  |                |                |       |
| №                                                   | Подъём/падение | Сборная        | Очки  |
| 1                                                   | ▬              | Ирландия       | 90.03 |
| 2                                                   | ▬              | Франция        | 89.41 |
| 3                                                   | ▬              | ЮАР            | 89    |
| 4                                                   | ▬              | Новая Зеландия | 87.64 |
| 5                                                   | ▬              | Англия         | 86.25 |
| 6                                                   | ▲ 3            | Австралия      | 82.08 |
| 7                                                   | ▬              | Уэльс          | 81.28 |
| 8                                                   | ▬              | Аргентина      | 81.21 |
| 9                                                   | ▼ 3            | Шотландия      | 80.51 |
| 10                                                  | ▬              | Япония         | 77.39 |
| 11                                                  | ▬              | Самоа          | 75.75 |
| 12                                                  | ▬              | Фиджи          | 75.08 |
| 13                                                  | ▬              | Грузия         | 74.51 |
| 14                                                  | ▬              | Италия         | 73.29 |
| 15                                                  | ▬              | Испания        | 69.27 |
| 16                                                  | ▬              | Тонга          | 67.79 |
| 17                                                  | ▬              | Румыния        | 66.33 |
| 18                                                  | ▬              | Уругвай        | 65.97 |
| 19                                                  | ▬              | США            | 65.17 |
| 20                                                  | ▬              | Португалия     | 65.08 |
| 21                                                  | ▬              | Чили           | 61.24 |
| 22                                                  | ▬              | Гонконг        | 61.03 |
| 23                                                  | ▬              | Канада         | 60.99 |
| 24                                                  | ▬              | Намибия        | 60.56 |
| 25                                                  | ▬              | Россия         | 58.06 |
| 26                                                  | ▬              | Бельгия        | 55.97 |
| 27                                                  | ▬              | Бразилия       | 57.84 |
| 28                                                  | ▬              | Нидерланды     | 53.69 |
| 29                                                  | ▬              | Польша         | 53.03 |
| 30                                                  | ▬              | Германия       | 52.79 |
| Изменение позиции — по сравнению с 26 сентября 2022 |                |                |       |
| Полный список на сайте World Rugby                  |                |                |       |

Как уже было отмечено, Новая Зеландия проигрывала лишь пяти тестовым сборным и одной команде, не обладающей этим статусом, — Родезии. «Олл Блэкс» одержали 408 побед в 533 матчах, процент выигрышей составляет 76,55. За всё время проведения международных встреч сборная уступила дома 37 раз. В октябре 2003 года Международный совет регби представил первую редакцию рейтинга сборных команд. Первыми лидерами списка стали англичане, однако в середине 2004 года на первую строчку вышли «Олл Блэкс». С тех пор новозеландцы практически не покидали вершину рейтинга, трижды пропустив вперёд южноафриканцев, которые возглавляли табель в общей сложности около года.
В 2000—2009 годах сборная Новой Зеландии выиграла сто тестовых матчей, что составляет 82 % от общего количества игр. За этот период киви также продемонстрировали высокую серийность, одержав пятнадцать побед подряд. Ещё одна серия из тридцати домашних побед является рекордной по продолжительности.
В тестовых матчах «Олл Блэкс» набрали 14 156 очка, в то время как их соперники заработали 6917. Многие сборные — Аргентина, Ирландия, Португалия, Самоа, Тонга, Фиджи, Франция, Япония — потерпели своё самое крупное поражение именно от новозеландцев. Такие сильные сборные, входящие в число 10 лучших в мире, как Ирландия, Шотландия, Аргентина ни разу не сумели обыграть новозеландцев, несмотря на то, что каждая играла с «Олл Блэкс» не менее 20 раз. Чаще всего новозеландцы терпели поражения от регбистов Австралии и ЮАР (матчи с этими командами составляют почти половину всех матчей в истории сборной Новой Зеландии), но и с этими сборными у «Олл Блэкс» положительный баланс встреч.
Ниже приведена статистика тестовых игр сборной Новой Зеландии (данные обновлены 15 августа 2015 года):
| Соперник            | Матчи | Победы | Поражения | Ничьи | Процент побед |
| ------------------- | ----- | ------ | --------- | ----- | ------------- |
| Австралия           | 154   | 105    | 42        | 7     | 68,18         |
| Англия              | 40    | 32     | 7         | 1     | 80,00         |
| Аргентина           | 21    | 20     | 0         | 1     | 95,24         |
| Ирландия            | 28    | 27     | 0         | 1     | 96,43         |
| Италия              | 12    | 12     | 0         | 0     | 100           |
| Канада              | 5     | 5      | 0         | 0     | 100           |
| «Львы»              | 38    | 29     | 6         | 3     | 76,32         |
| «Пасифик Айлендерс» | 1     | 1      | 0         | 0     | 100           |
| Португалия          | 1     | 1      | 0         | 0     | 100           |
| Румыния             | 2     | 2      | 0         | 0     | 100           |
| Самоа               | 6     | 6      | 0         | 0     | 100           |
| Сборная мира        | 3     | 2      | 1         | 0     | 66,67         |
| США                 | 3     | 3      | 0         | 0     | 100           |
| Тонга               | 4     | 4      | 0         | 0     | 100           |
| Уэльс               | 30    | 27     | 3         | 0     | 90,00         |
| Фиджи               | 5     | 5      | 0         | 0     | 100           |
| Франция             | 55    | 42     | 12        | 1     | 76,36         |
| Шотландия           | 30    | 28     | 0         | 2     | 93,33         |
| ЮАР                 | 90    | 52     | 35        | 3     | 57,78         |
| Япония              | 3     | 3      | 0         | 0     | 100           |
| Всего:              | 531   | 406    | 106       | 19    | 76,46         |

### Чемпионат мира
Сборная становилась чемпионом мира в 1987 году, когда турнир проводился в Австралазии и в 2011 году, когда форум принимали только новозеландцы. В 1991 году команда дошла до полуфинальной стадии, однако в матче 1/2 финала уступила Австралии. Затем «Олл Блэкс» выиграли бронзовые медали в споре с шотландцами. На чемпионате 1995 года «чёрные» снова претендовали на титул, но по итогам овертайма проиграли хозяевам — южноафриканцам. Худший на тот момент результат — четвёртое место — регбисты продемонстрировали на первенстве 1999 года: в полуфинале островитян превзошли игроки сборной Франции, а в матче за третье место — соперники из ЮАР. Чемпионат мира 2003 года, проходивший в Австралии, вновь принёс Новой Зеландии бронзу. Проиграв в 1/2 финала принимающей стороне, «Олл Блэкс» взяли реванш у Франции в утешительном финале. На турнире 2007 года сборная обновила антирекорд, завершив выступления уже после четвертьфинальной стадии. Оппонентом южан в роковом матче снвоа стали французы. До этой игры новозеландцы были единственной национальной командой, непременно доходившей до полуфинала всех проведённых чемпионатов. Наконец, в 2011 году киви во второй раз стали обладателями главного трофея в мире регби, переиграв в решающем матче Францию.
Сборная удерживает ряд рекордов чемпионата, в том числе:
- наибольшее количество матчей во всех розыгрышах турнира (43)[101];
- наибольшее количество очков, набранных в одном матче (145, матч против Японии, 1995 год)[102];
- наибольшее количество очков, набранных во всех матчах чемпионата (2012)[101];
- наибольшее количество попыток, занесённых во всех матчах чемпионата (272)[101];
- наибольшее количество реализаций во всех матчах чемпионата (198)[101].

Некоторые регбисты сборной также являются обладателями индивидуальных рекордов чемпионата. Джона Лому занёс максимальное число попыток (15 в двух розыгрышах кубка), Шон Фицпатрик провёл наибольшее количество матчей (17, 1987—1995), Марк Эллис занёс за одну игру (матч против Японии, 1995 год) шесть попыток. Грант Фокс набрал на чемпионате 1987 года 126 очков, Саймон Калейн же установил рекорд по количеству очков в одной игре (45, матч против Японии, 1995 год).
Сборная Новой Зеландии является единственной командой, не проигравшей ни одного матча на групповой стадии всех розыгрышей кубка мира. При этом «Олл Блэкс» всегда становились победителями своей группы — это достижение также уникально. Кроме того, сборная лидирует по числу завоёванных медалей: регбисты трижды завоёвывали золото, один раз — серебро и два раза «чёрные» выигрывали бронзовые награды.
| Чемпионат мира по регби | Чемпионат мира по регби | Чемпионат мира по регби | Чемпионат мира по регби | Чемпионат мира по регби | Чемпионат мира по регби |
| Год                     | Раунд                   | Игры                    | Победы                  | Ничьи                   | Поражения               |
| ----------------------- | ----------------------- | ----------------------- | ----------------------- | ----------------------- | ----------------------- |
| 1987                    | 1-е место               | 6                       | 6                       | 0                       | 0                       |
| 1991                    | 3-е место               | 6                       | 5                       | 0                       | 1                       |
| 1995                    | 2-е место               | 6                       | 5                       | 0                       | 1                       |
| 1999                    | 4-е место               | 6                       | 4                       | 0                       | 2                       |
| 2003                    | 3-е место               | 7                       | 6                       | 0                       | 1                       |
| 2007                    | 1/4 финала              | 5                       | 4                       | 0                       | 1                       |
| 2011                    | 1-е место               | 7                       | 7                       | 0                       | 0                       |
| 2015                    | 1-е место               | 7                       | 7                       | 0                       | 0                       |
| 2019                    | 3-е место               | 7                       | 5                       | 1                       | 1                       |

### Кубок трёх наций и Чемпионат регби
Чемпионат регби (в прошлом известный под названием «Кубок трёх наций») — единственное ежегодное соревнование, в котором «Олл Блэкс» принимают участие. За победу в турнире сражаются сильнейшие сборные Южного полушария: с 1996 по 2011 годы новозеландцам составляли конкуренцию Австралия и ЮАР, в 2012 году к ним присоединилась Аргентина. «Чёрные» являются двенадцатикратными обладателями кубка, последняя на данный момент победа приходится на 2013 год. В рамках чемпионата разыгрываются кубок Бледислоу (между Новой Зеландией и Австралией) и кубок Свободы (между Новой Зеландией и ЮАР).
| Чемпионат регби | Чемпионат регби | Чемпионат регби | Чемпионат регби | Чемпионат регби | Чемпионат регби |
| Год             | Место           | Игры            | Победы          | Ничьи           | Поражения       |
| --------------- | --------------- | --------------- | --------------- | --------------- | --------------- |
| 1996            | 1-е             | 4               | 4               | 0               | 0               |
| 1997            | 1-е             | 4               | 4               | 0               | 0               |
| 1998            | 3-е             | 4               | 0               | 0               | 4               |
| 1999            | 1-е             | 4               | 3               | 0               | 1               |
| 2000            | 2-е             | 4               | 2               | 0               | 2               |
| 2001            | 2-е             | 4               | 2               | 0               | 2               |
| 2002            | 1-е             | 4               | 3               | 0               | 1               |
| 2003            | 1-е             | 4               | 4               | 0               | 0               |
| 2004            | 3-е             | 4               | 2               | 0               | 2               |
| 2005            | 1-е             | 4               | 3               | 0               | 1               |
| 2006            | 1-е             | 6               | 5               | 0               | 1               |
| 2007            | 1-е             | 4               | 3               | 0               | 1               |
| 2008            | 1-е             | 6               | 4               | 0               | 2               |
| 2009            | 2-е             | 6               | 3               | 0               | 3               |
| 2010            | 1-е             | 6               | 6               | 0               | 0               |
| 2011            | 2-е             | 4               | 2               | 0               | 2               |
| 2012            | 1-е             | 6               | 6               | 0               | 0               |
| 2013            | 1-е             | 6               | 6               | 0               | 0               |
| 2014            | 1-е             | 6               | 4               | 1               | 1               |
| 2015            | 2-е             | 3               | 2               | 0               | 1               |
| 2016            | 1-е             | 6               | 6               | 0               | 0               |
| 2017            | 1-е             | 6               | 6               | 0               | 0               |
| 2018            | 1-е             | 6               | 5               | 0               | 1               |
| 2019            | 3-е             | 3               | 1               | 1               | 1               |
| 2020            | 1-е             | 4               | 2               | 0               | 2               |
| 2021            | 1-е             | 6               | 5               | 0               | 1               |
| 2022            | 1-е             | 6               | 4               | 0               | 2               |
| 2023            | 1-е             | 3               | 3               | 0               | 0               |
| 2024            | 2-е             | 6               | 3               | 0               | 3               |

#### Общий результат
| Кубок трёх наций (1996—2011) | Кубок трёх наций (1996—2011) | Кубок трёх наций (1996—2011) | Кубок трёх наций (1996—2011) | Кубок трёх наций (1996—2011) | Кубок трёх наций (1996—2011) | Кубок трёх наций (1996—2011) | Кубок трёх наций (1996—2011) | Кубок трёх наций (1996—2011) | Кубок трёх наций (1996—2011) | Кубок трёх наций (1996—2011) |
| Сборная                      | Игры                         | Игры                         | Игры                         | Игры                         | Очки                         | Очки                         | Очки                         | Бонусные очки                | Турнирные очки               | Победы в турниры             |
| Сборная                      | матчи                        | победы                       | ничьи                        | поражения                    | очки +                       | очки -                       | разница                      | Бонусные очки                | Турнирные очки               | Победы в турниры             |
| ---------------------------- | ---------------------------- | ---------------------------- | ---------------------------- | ---------------------------- | ---------------------------- | ---------------------------- | ---------------------------- | ---------------------------- | ---------------------------- | ---------------------------- |
| Новая Зеландия               | 72                           | 50                           | 0                            | 22                           | 1936                         | 1395                         | +541                         | 32                           | 232                          | 10                           |
| Австралия                    | 72                           | 29                           | 1                            | 42                           | 1531                         | 1721                         | -190                         | 34                           | 152                          | 3                            |
| ЮАР                          | 72                           | 28                           | 1                            | 43                           | 1480                         | 1831                         | -351                         | 24                           | 138                          | 3                            |

| Чемпионат регби (2012—н.в.) | Чемпионат регби (2012—н.в.) | Чемпионат регби (2012—н.в.) | Чемпионат регби (2012—н.в.) | Чемпионат регби (2012—н.в.) | Чемпионат регби (2012—н.в.) | Чемпионат регби (2012—н.в.) | Чемпионат регби (2012—н.в.) | Чемпионат регби (2012—н.в.) | Чемпионат регби (2012—н.в.) | Чемпионат регби (2012—н.в.) |
| Сборная                     | Игры                        | Игры                        | Игры                        | Игры                        | Очки                        | Очки                        | Очки                        | Бонусные очки               | Турнирные очки              | Победы в турниры            |
| Сборная                     | матчи                       | победы                      | ничьи                       | поражения                   | очки +                      | очки -                      | разница                     | Бонусные очки               | Турнирные очки              | Победы в турниры            |
| --------------------------- | --------------------------- | --------------------------- | --------------------------- | --------------------------- | --------------------------- | --------------------------- | --------------------------- | --------------------------- | --------------------------- | --------------------------- |
| Новая Зеландия              | 27                          | 24                          | 1                           | 2                           | 890                         | 421                         | +469                        | 17                          | 115                         | 4                           |
| Австралия                   | 27                          | 13                          | 1                           | 13                          | 553                         | 662                         | −109                        | 5                           | 59                          | 1                           |
| ЮАР                         | 27                          | 12                          | 1                           | 14                          | 639                         | 604                         | +35                         | 12                          | 62                          | 0                           |
| Аргентина                   | 27                          | 3                           | 1                           | 23                          | 466                         | 861                         | −395                        | 9                           | 23                          | 0                           |

Обновление: 10 октября 2016 
 Источник: EPSN Scrum

## Игроки

### Нынешний состав
- Состав для участия в предновогодних тестовых матчах—2013[106]. Все игроки сборной играют в новозеландских клубах.
- Главный тренер: Стив Хансен.
- Обновление: 25 ноября 2013 года.

| Игрок                | Позиция   | Матчи за сборную | Клуб             |
| -------------------- | --------- | ---------------- | ---------------- |
| Дэйн Коулс           | Хукер     | 15               | «Харрикейнз»     |
| Эрони Кларк          | Центр     | 24               | «Окленд», «Блюз» |
| Эндрю Оур            | Хукер     | 83               | «Хайлендерс»     |
| Кевен Меаламу        | Хукер     | 110              | «Блюз»           |
| Уайетт Крокетт       | Проп      | 24               | «Крусейдерс»     |
| Чарли Фаумуина       | Проп      | 17               | «Блюз»           |
| Бен Френкс           | Проп      | 31               | «Харрикейнз»     |
| Оуэн Френкс          | Проп      | 54               | «Крусейдерс»     |
| Джеффри Тумана-Аллен | Проп      | 1                | «Харрикейнз»     |
| Тони Вудкок          | Проп      | 107              | «Хайлендерс»     |
| Доминик Бёрд         | Лок       | 1                | «Крусейдерс»     |
| Броди Ретеллик       | Лок       | 24               | «Чифс»           |
| Люк Романо           | Лок       | 16               | «Крусейдерс»     |
| Джереми Траш         | Лок       | 5                | «Харрикейнз»     |
| Сэм Уайтлок          | Лок       | 51               | «Крусейдерс»     |
| Сэм Кейн             | Фланкер   | 14               | «Чифс»           |
| Стив Луатуа          | Фланкер   | 11               | «Блюз»           |
| Ричи Маккоу          | Фланкер   | 124              | «Крусейдерс»     |
| Лайам Мессам         | Фланкер   | 29               | «Чифс»           |
| Люк Уайтлок          | Фланкер   | 1                | «Крусейдерс»     |
| Киран Рид            | Номер 8   | 61               | «Крусейдерс»     |
| Тауэра Керр-Барлоу   | Скрам-хав | 14               | «Чифс»           |
| Ти-Джей Перенара     | Скрам-хав | 0                | «Харрикейнз»     |
| Аарон Смит           | Скрам-хав | 26               | «Хайлендерс»     |
| Бьюден Барретт       | Флай-хав  | 16               | «Харрикейнз»     |
| Дэн Картер           | Флай-хав  | 100              | «Крусейдерс»     |
| Аарон Крюден         | Флай-хав  | 29               | «Чифс»           |
| Том Тейлор           | Флай-хав  | 3                | «Крусейдерс»     |
| Райан Кротти         | Центр     | 5                | «Крусейдерс»     |
| Ма’а Нону            | Центр     | 88               | «Хайлендерс»     |
| Фрэнсис Саили        | Центр     | 2                | «Блюз»           |
| Фрэнк Халаи          | Винг      | 1                | «Блюз»           |
| Кори Джейн           | Винг      | 45               | «Харрикейнз»     |
| Джулиан Савеа        | Винг      | 20               | «Харрикейнз»     |
| Бен Смит             | Винг      | 26               | «Хайлендерс»     |
| Израэл Дэгг          | Фулбэк    | 38               | «Крусейдерс»     |
| Чарльз Пиутау        | Фулбэк    | 10               | «Блюз»           |

### Известные представители сборной

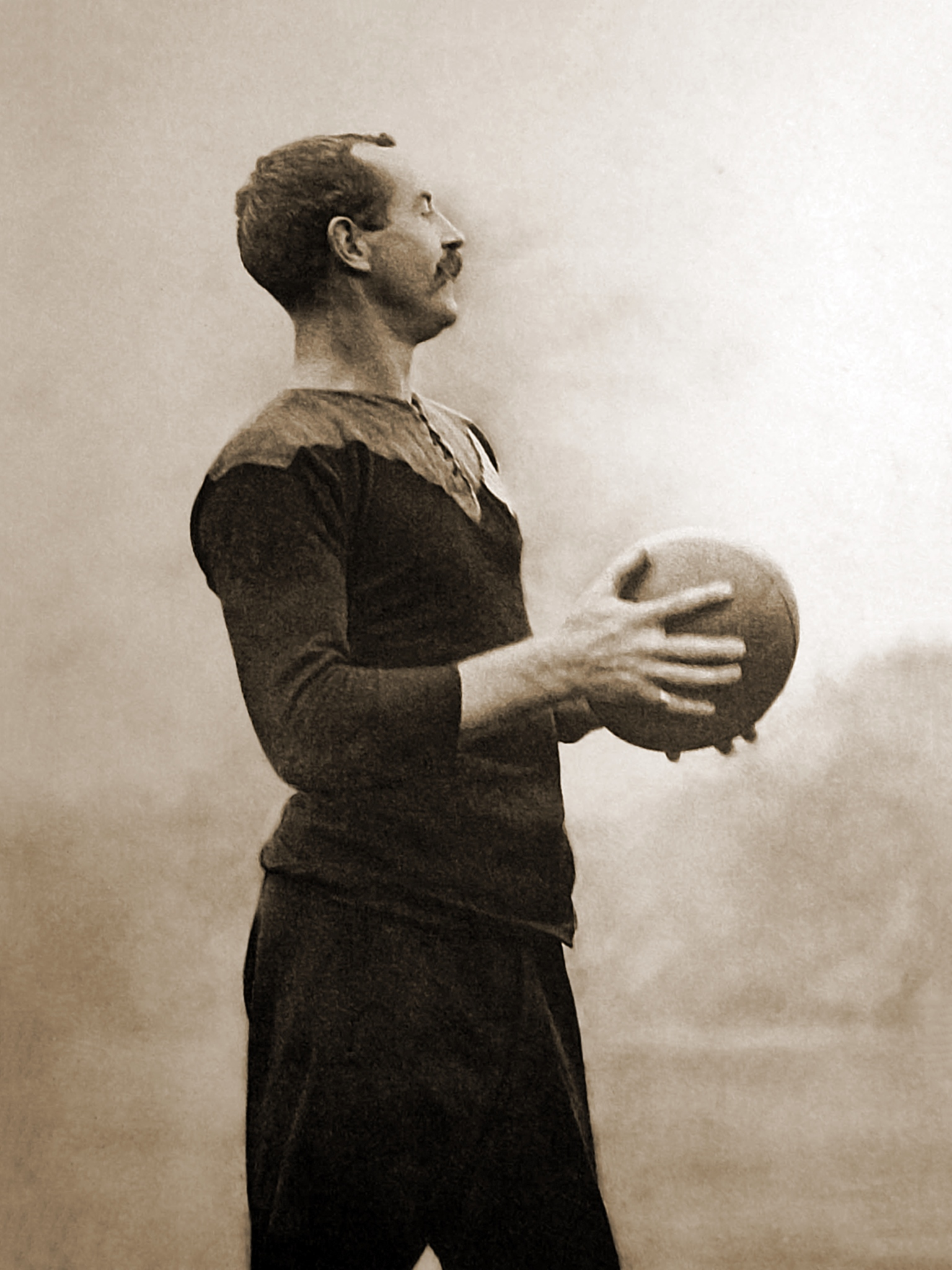
Капитан «Ориджиналс», член Международного регбийного зала славы Дэйв Галлахер

Четырнадцать регбистов, в разное время выступавших за сборную, были введены в Международный регбийный зал славы. Среди них:
- сэр Фред Аллен,
- Дон Кларк,
- Шон Фицпатрик,
- Грант Фокс,
- Дэйв Галлахер,
- Майкл Джонс,
- Йен Киркпатрик,
- Джон Кирван,
- сэр Брайан Локор,
- Джона Лому,
- сэр Колин Медс,
- Грэм Мури,
- Джордж Непиа,
- Уилсон Уайнрей[107][108].

Четверо представителей «Олл Блэкс» пополнили состав участников Зала славы IRB. Уайнрей, Лому и Дэвид Кирк введены в Зал за выдающуюся игровую карьеру, Локор же был оценён, в первую очередь, как тренер.
Дэйв Галлахер, один из первых знаменитых игроков сборной, играл в первом тестовом матче новозеландцев и впоследствии стал капитаном «Ориджинал Олл Блэкс». Галлахер в соавторстве с Билли Стедом написал книгу «Совершенный регбист» (англ. The Complete Rugby Footballer). Джордж Непиа провёл все 30 матчей турне 1924—25 годов в возрасте девятнадцати лет. Всего же Непиа представлял сборную в 37 играх, последняя из них — матч против британской сборной в 1930 году.
Сэр Фред Аллен провёл за «чёрных» 21 матч, во всех из них выступая в роли капитана. Карьера Аллена в сборной, на которую пришлось и шесть тестовых игр, продолжалась с 1946 по 1949 годы. Уже в качестве тренера сборной Аллен привёл команду к победе во всех четырнадцати тестовых матчах, сыгранных под его руководством (1966—1968 годы).
Многие известные регбисты «Олл Блэкс» играли за сборную в 1960-х годах. Дон Кларк, вызывавшийся в команду в 1956—1964 годах, за это время возглавил рейтинг игроков «чёрных» по количеству набранных очков. В матче против британцев (Данидин, 1959 год) Кларк реализовал шесть рекордных на тот момент пенальти, обеспечив новозеландцам победу (18:17). Сэр Уилсон Уайнрей провёл в составе сборной 32 тестовые игры, в 30 из которых выполнял функции капитана. Игрок, выступавший на позициях столба и «восьмёрки», представлял национальную команду в 1957—1965 годах. При капитане Уайнрее «Олл Блэкс» проиграли всего четыре тестовых матча из тридцати. 21 октября 2007 года он стал первым новозеландцем, введённым в Зал славы IRB. Автор биографического очерка в Новозеландском музее регби, посвящённого сэру Колину Медсу, сравнивает его с австралийцем Дональдом Бредменом и американцем Бейбом Рутом. Медс, известный под прозвищем «Сосна» (англ. Pinetree), провёл за сборную 133 игры, в том числе 55 тестовых. В 1999 году один из регбийных журналов страны признал спортсмена лучшим новозеландским игроком века. Йен Киркпатрик сыграл 39 тестовых матча в чёрной регбийке (1967—1977), в девяти случаях дополненной капитанской повязкой. На его счету 16 попыток в тестовых играх — лучший к тому времени результат.
Единственный резидент регбийных залов славы, дебютировавший за «Олл Блэкс» в 1970-х годах, — фланкер Грэм Мури. Его международная карьера (1976—1982) включает 61 матч, в том числе 21 тестовый. В 57 играх и в 19 тестах спортсмен выступал в качестве капитана команды. Примечателен тот факт, что Мури был лидером сборной, впервые завоевавшей Большой шлем.
Команду чемпионов 1987 года тренировал сэр Брайан Локор, представлявший Новую Зеландию в 25 тестовых матчах (1964—1971), 17 из них он провёл, будучи капитаном. В 1999 году Локор был произведён в рыцари за заслуги перед игрой. 24 октября 2011 года Локор, как и некоторые другие тренеры чемпионов мира, был введён в Зал славы IRB. Четверо новозеландских регбиста, игравших в первом розыгрыше кубка мира, вошли в сообщество Международного зала славы, один из них пополнил число участников Зала IRB. С 1984-го по 1994-й годы сэр ДжонКирван провёл в составе «Олл Блэкс» 63 тестовые игры и занёс рекордные для того времени 35 попыток. В первом матче триумфального для новозеландцев чемпионата против Италии спортсмену удалось занести попытку, пробежав перед этим 90 метров. Игрок сборной в 1984—1993 годах Грант Фокс стал одним из самых результативных регбистов «Олл Блэкс»: на его счету 1067 очков (645 в тестовых матчах). Фокс появлялся в составе национальной команды в 46 тестах, в частности, в финальном матче чемпионата мира 1987 года. Майкл «Айсмен» Джонс входит в число лучших открытых фланкеров в истории игры. Джонс, уроженец Окленда, начал международную карьеру в составе «Ману Самоа», однако затем, сыграв за полинезийцев всего один матч, присоединился к новозеландской команде. Выступая за «чёрных» в 1987—1998 годах, Джонс провёл 55 тестовых игр и заработал в них 56 очков. Спортсмен строго соблюдал каноны христианства и не играл по воскресеньям. Так, он пропустил полуфинальный матч мирового первенства 1991 года против принципиальных соперников — австралийцев. Следующий чемпионат Джонс пропустил полностью, не попав в заявку сборной. Капитан первых чемпионов мира Дэвид Кирк стал единственным игроком того состава, введённым в Зал славы IRB.
В течение долгого времени рекорд по количеству матчей за «Олл Блэкс» удерживал Шон Фицпатрик, появившийся в составе команды 92 раза.
Фицпатрик выступал на чемпионате 1987 года, заменив игрока основы Энди Делтона. В 1992 году Фицпатрик стал капитаном сборной и был им вплоть до завершения карьеры в 1997 году. Спортсмен провёл 346 матчей на разных уровнях. Его рекорд был превзойдён 20 ноября 2010 года, когда Милс Мулиаина и Ричи Маккоу в 93-й раз представляли Новую Зеландию.
Значительная часть регбийного сообщества рассматривает Джона Лому как первого игрока, ставшего суперзвездой мирового регби. В 1994 году Лому стал самым молодым игроком «Олл Блэкс», дебютировав за сборную в возрасте 19 лет и 45 дней. Играя на позиции винга, Лому демонстрировал незаурядные физические качества. При росте в 196 сантиметров и весе в 119 килограммов Лому был самым высоким и тяжёлым защитником в истории «Олл Блэкс». Тем не менее, Лому пробегал стометровку менее чем за 11 секунд. Спортсмен заявил о себе на кубке мира 1995 года, где записал в свой актив семь попыток (четыре из них пришлись на полуфинальный матч с Англией). На следующем мировом форуме Лому занёс уже восемь попыток. Большую часть карьеры на высшем уровне регбист провёл при серьёзном заболевании почек, которое вынудило его завершить выступления за сборную в 2002 году. В 2004 году Лому перенёс трансплантацию почки. Несмотря на проблемы со здоровьем, игрок сумел занести 37 попыток в 63 тестовых матчах. В октябре 2011 года Лому был введён в Зал славы IRB в числе игроков, «оставивших неизгладимый след в истории чемпионатов мира моментами магии, вдохновения или подвигов».
Действующий капитан сборной Ричи Маккоу трижды был признан лучшим регбистом года по версии Международного совета регби в 2006-м, 2009-м и 2010-м годах. В 2005 и 2012 годах лауреатом премии становился Дэн Картер; Ричи и Дэн — единственные игроки, удостаивавшиеся этой чести более одного раза. В 2013 году данное звание было присуждено Кирану Риду.

### Индивидуальные рекорды
Рекордсменом сборной по количеству набранных очков в тестовых матчах с 21 ноября 2009 года является Дэн Картер. В 100 международных встречах высшего уровня регбист набрал 1440 очков. До Картера лидерство среди новозеландцев удерживал Эндрю Мертенс, заработавший 967 очков в 70 тестовых играх. 27 ноября 2010 года Картер установил мировой рекорд по этому показателю, обойдя англичанина Джонни Уилкинсона, располагавшего на тот момент 1178 очками. Также на счету Дэна Картера 322 очка в матчах с «Уоллабис» — ни один игрок не обладает лучшей статистикой.
С 2007 года лидером новозеландцев по числу занесённых попыток является Дуг Хоулетт, поражавший зачётную зону соперника 49 раз. Предшественником Хоулетта был Кристиан Каллен с 46 попытками. Мировой рекорд по числу попыток, занесённых за один календарный год, принадлежит Джо Рокотоко: в 2003 году регбист 17 раз совершал это результативное действие. Кроме того, Рокотоко стал первым игроком «чёрных», заработавшим десять попыток в первых пяти матчах за сборную и заносившим по крайней мере две попытки в четырёх играх подряд. Ричи Маккоу появлялся в составе «Олл Блэкс» в 124 тестовых матчах — это непревзойдённое достижение. Маккоу установил ещё один рекорд, проведя 88 игр в роли капитана национальной тестовой команды. Самым молодым регбистом, представлявшим сборную, является Джона Лому (дебютировал в возрасте 19 лет и 45 дней), самым опытным — Нед Хьюз (40 лет и 123 дня).

#### Наибольшее число игр за сборную
| #   | Спортсмен     | Годы выступлений | Игр за сборную | Попыток | Очков |
| --- | ------------- | ---------------- | -------------- | ------- | ----- |
| 1.  | Ричи Маккоу   | 2001—2015        | 148            | 27      | 135   |
| 2.  | Кевен Меаламу | 2002—2015        | 132            | 12      | 60    |
| 3.  | Тони Вудкок   | 2002—2015        | 118            | 10      | 50    |
| 4.  | Дэн Картер    | 2003—2015        | 112            | 29      | 1598  |
| 5.  | Ма’а Нону     | 2003—2015        | 103            | 31      | 155   |
| 6.  | Милс Мулиаина | 2003—2011        | 100            | 34      | 170   |
| 7.  | Киран Рид     | 2008—2016        | 97             | 21      | 105   |
| 8.  | Конрад Смит   | 2004—2015        | 94             | 26      | 130   |
| 9.  | Шон Фицпатрик | 1986—1997        | 92             | 12      | 55    |
| 10. | Оэун Фрэнкс   | 2009—2017        | 91             | 0       | 0     |

Последнее обновление: 22 июня 2017 года. Здесь и далее в статистику включены только матчи, официально учтённые регбийным союзом.

#### Наибольшее число попыток
| #   | Спортсмен       | Годы выступлений | Попыток | Игр за сборную | Попыток в среднем за игру |
| --- | --------------- | ---------------- | ------- | -------------- | ------------------------- |
| 1.  | Дуг Хаулетт     | 2000—2007        | 49      | 62             | 0.79                      |
| 2.  | Кристиан Каллен | 1996—2002        | 46      | 58             | 0.79                      |
| 2.  | Джо Рокококо    | 2003—2010        | 46      | 68             | 0.68                      |
| 2.  | Джулиан Савеа   | 2012—2017        | 46      | 53             | 0.87                      |
| 5.  | Джефф Уилсон    | 1993—2001        | 44      | 60             | 0.73                      |
| 6.  | Джона Лому      | 1994—2002        | 37      | 63             | 0.59                      |
| 7.  | Тага Умага      | 1997—2005        | 36      | 74             | 0.49                      |
| 8.  | Джон Кирван     | 1984—1994        | 35      | 63             | 0.56                      |
| 9.  | Милс Мулиаина   | 2003—2011        | 34      | 100            | 0.34                      |
| 10. | Ма’а Нону       | 2003—2015        | 31      | 103            | 0.3                       |

Последнее обновление: 22 июня 2017 года.

#### Наибольшее число попыток в одном матче
| Позиция | Спортсмен         | Попыток | Позиция | Счёт матча | Соперник  | Дата          |
| ------- | ----------------- | ------- | ------- | ---------- | --------- | ------------- |
| 1.      | Марк Эллис        | 6       | Центр   | 145:17     | Япония    | 04.06.1995 г. |
| 2.      | Джефф Уилсон      | 5       | Винг    | 71:5       | Фиджи     | 14.06.1997 г. |
| 3.      | Данкан Макгрегор  | 4       | Винг    | 15:0       | Англия    | 02.12.1905 г. |
| 4.      | Джон Галлахер     | 4       | Фулбэк  | 74:13      | Фиджи     | 27.05.1987 г. |
| 5.      | Крейг Грин        | 4       | Винг    | 74:13      | Фиджи     | 27.05.1987 г. |
| 6.      | Джон Кирван       | 4       | Винг    | 52:3       | Уэльс     | 28.05.1988 г. |
| 7.      | Джона Лому        | 4       | Винг    | 45:29      | Англия    | 18.06.1995 г. |
| 8.      | Кристиан Каллен   | 4       | Фулбэк  | 62:31      | Шотландия | 15.06.1996 г. |
| 9.      | Джефф Уилсон      | 4       | Фулбэк  | 71:13      | Самоа     | 18.06.1999 г. |
| 10.     | Милс Мулиаина     | 4       | Винг    | 68:6       | Канада    | 17.10.2003 г. |
| 11.     | Ситивени Сививату | 4       | Винг    | 91:0       | Фиджи     | 10.06.2005 г. |
| 12.     | Зак Гилдфорд      | 4       | Винг    | 79:15      | Канада    | 02.10.2011 г. |

Последнее обновление: 22 июня 2017 года.

#### Наибольшее число очков
| #   | Спортсмен       | Годы выступлений | Очков | Игр за сборную | Попыток | Реализаций | Пенальти | Дроп-голов | Очков в среднем за игру |
| --- | --------------- | ---------------- | ----- | -------------- | ------- | ---------- | -------- | ---------- | ----------------------- |
| 1.  | Дэн Картер      | 2003—2015        | 1598  | 112            | 29      | 293        | 281      | 8          | 14.27                   |
| 2.  | Эндрю Мертенс   | 1995—2004        | 967   | 70             | 169     | 188        | 47       | 10         | 13.81                   |
| 3.  | Грант Фокс      | 1985—1993        | 645   | 46             | 1       | 118        | 128      | 7          | 14.02                   |
| 4.  | Аарон Крюден    | 2010-2016        | 322   | 47             | 5       | 63         | 56       | 1          | 6.85                    |
| 5.  | Бьюден Барретт  | 2012-2017        | 321   | 50             | 20      | 73         | 25       | 0          | 6.42                    |
| 6.  | Карлос Спенсер  | 1997—2004        | 291   | 35             | 14      | 49         | 41       | 0          | 8.31                    |
| 7.  | Дуг Хаулетт     | 2000—2007        | 245   | 62             | 49      | 0          | 0        | 0          | 3.95                    |
| 8.  | Кристиан Каллен | 1996—2002        | 236   | 58             | 46      | 3          | 0        | 0          | 4.07                    |
| 9.  | Джефф Уилсон    | 1993—2001        | 234   | 60             | 44      | 1          | 3        | 1          | 3.90                    |
| 10. | Джо Рокококо    | 2003—2010        | 230   | 68             | 46      | 0          | 0        | 0          | 3.38                    |

Последнее обновление: 22 июня 2017 года.

#### Наибольшее число очков в одном матче
| #   | Спортсмен      | Позиция  | Очков | Попыток | Реализаций | Пенальти | Дроп-голов | Счёт матча | Соперник   | Дата          |
| --- | -------------- | -------- | ----- | ------- | ---------- | -------- | ---------- | ---------- | ---------- | ------------- |
| 1.  | Саймон Калейн  | Флай-хав | 45    | 1       | 20         | 0        | 0          | 145:17     | Япония     | 04.06.1995 г. |
| 2.  | Тони Браун     | Флай-хав | 36    | 1       | 11         | 3        | 0          | 101:3      | Италия     | 14.10.1999 г. |
| 3.  | Карлос Спенсер | Флай-хав | 33    | 2       | 10         | 1        | 0          | 93:8       | Аргентина  | 21.06.1997 г. |
| 3.  | Эндрю Мертенс  | Флай-хав | 33    | 1       | 5          | 6        | 0          | 63:15      | Ирландия   | 15.11.1997 г. |
| 3.  | Дэн Картер     | Флай-хав | 33    | 2       | 4          | 5        | 0          | 48:18      | «Лайонз»   | 02.07.2005 г. |
| 3.  | Ник Эванс      | Флай-хав | 33    | 1       | 14         | 0        | 0          | 108:13     | Португалия | 15.09.2007 г. |
| 7.  | Тони Браун     | Флай-хав | 32    | 1       | 12         | 1        | 0          | 102:0      | Тонга      | 16.06.2000 г. |
| 8.  | Марк Эллис     | Центр    | 30    | 6       | 0          | 0        | 0          | 145:17     | Япония     | 04.06.1995 г. |
| 8.  | Тони Браун     | Флай-хав | 30    | 3       | 3          | 3        | 0          | 50:6       | Самоа      | 16.06.2001 г. |
| 10. | Эндрю Мертенс  | Флай-хав | 29    | 0       | 1          | 9        | 0          | 34:15      | Австралия  | 24.07.1999 г. |
| 10. | Эндрю Мертенс  | Флай-хав | 29    | 0       | 1          | 9        | 0          | 39:26      | Франция    | 11.11.2000 г. |
| 10. | Леон Макдоналд | Центр    | 29    | 1       | 12         | 0        | 0          | 91:7       | Тонга      | 24.10.2003 г. |
| 10. | Дэн Картер     | Флай-хав | 29    | 3       | 7          | 0        | 0          | 64:13      | Канада     | 16.06.2007 г. |

Последнее обновление: 22 июня 2017 года.

#### Наибольшее число матчей в качестве капитана
| #   | Спортсмен      | Годы выступлений в качестве капитана | Игр в качестве капитана | Игр всего | Соотношение побед и поражений |
| --- | -------------- | ------------------------------------ | ----------------------- | --------- | ----------------------------- |
| 1.  | Ричи Маккоу    | 2004—2015                            | 79                      | 116       | 87.97 %                       |
| 2.  | Шон Фицпатрик  | 1992—1997                            | 51                      | 92        | 76.47 %                       |
| 3.  | Уилсон Уайнрей | 1958—1965                            | 30                      | 32        | 73.33 %                       |
| 4.  | Рубен Торн     | 2002—2007                            | 23                      | 50        | 86.95 %                       |
| 5.  | Тэйн Рэнделл   | 1998—2002                            | 22                      | 51        | 54.55 %                       |
| 6.  | Киран Рид      | 2012—2016                            | 22                      | 97        | 95.45 %                       |
| 7.  | Тана Умага     | 2004—2005                            | 21                      | 74        | 85.71 %                       |
| 8.  | Грэм Мури      | 1977—1982                            | 19                      | 21        | 78.94 %                       |
| 9.  | Брайан Локор   | 1966—1970                            | 18                      | 25        | 83.33 %                       |
| 10. | Энди Далтон    | 1981—1985                            | 17                      | 35        | 88.23 %                       |

Последнее обновление: 22 июня 2017 года.

#### Самые молодые игроки
| #   | Спортсмен      | Возраст           | Дата рождения | Дата дебюта   | Соперник  |
| --- | -------------- | ----------------- | ------------- | ------------- | --------- |
| 1.  | Джона Лому     | 19 лет и 45 дней  | 12.05.1975 г. | 26.06.1994 г. | Франция   |
| 2.  | Эдгар Ригли    | 19 лет и 79 дней  | 15.06.1886 г. | 02.09.1905 г. | Австралия |
| 3.  | Пэт Уолш       | 19 лет и 106 дней | 06.05.1936 г. | 20.08.1955 г. | Австралия |
| 4.  | Джон Кирван    | 19 лет и 183 дня  | 16.12.1964 г. | 16.06.1984 г. | Франция   |
| 5.  | Джордж Непиа   | 19 лет и 190 дней | 25.04.1905 г. | 01.11.1924 г. | Ирландия  |
| 6.  | Билли Митчелл  | 19 лет и 211 дней | 28.11.1890 г. | 27.06.1910 г. | Австралия |
| 7.  | Уильям Фрэнсис | 19 лет и 221 день | 04.02.1894 г. | 13.09.1913 г. | Австралия |
| 8.  | Риэко Иоане    | 19 лет и 239 дней | 18.03.1997 г. | 12.11.2016 г. | Италия    |
| 9.  | Джеймс Бэйрд   | 19 лет и 270 дней | 17.12.1893 г. | 13.09.1913 г. | Австралия |
| 10. | Нейл Вулф      | 19 лет и 275 дней | 20.10.1941 г. | 22.07.1961 г. | Франция   |

Последнее обновление: 22 июня 2017 года.

#### Самые возрастные игроки
| #   | Спортсмен      | Возраст           | Дата рождения | Дата последнего матча | Соперник  |
| --- | -------------- | ----------------- | ------------- | --------------------- | --------- |
| 1.  | Нед Хьюз       | 40 лет и 123 дня  | 26.04.1881 г. | 27.08.1921 г.         | ЮАР       |
| 2.  | Брэд Торн      | 36 лет и 262 дня  | 03.02.1975 г. | 23.10.2011 г.         | Франция   |
| 3.  | Кевин Меаламу  | 36 лет и 225 дней | 20.03.1979 г. | 31.10.2015 г.         | Австралия |
| 4.  | Фрэнк Банс     | 35 лет и 305 дней | 04.02.1962 г. | 06.12.1997 г.         | Англия    |
| 5.  | Джон Эшуорт    | 35 лет и 287 дней | 15.90.1949 г. | 29.06.1985 г.         | Австралия |
| 6.  | Ричард Лоу     | 35 лет и 226 дней | 06.04.1960 г. | 18.11.1995 г.         | Франция   |
| 7.  | Тэйн Нортон    | 35 лет и 136 дней | 30.03.1942 г. | 13.08.1977 г.         | «Лайонз»  |
| 8.  | Эндрю Оур      | 35 лет и 72 дня   | 13.09.1978 г. | 24.11.2013 г.         | Ирландия  |
| 9.  | Колин Медс     | 35 лет и 72 дня   | 03.06.1936 г. | 14.08.1971 г.         | «Лайонз»  |
| 10. | Чарльз Соннтаг | 35 лет и 51 день  | 06.06.1894 г. | 27.07.1929 г.         | Франция   |

Последнее обновление: 22 июня 20173 года.

## Тренеры
Особая важность тренерской должности в «Олл Блэкс» способствовала частой смене специалистов до 1949 года. В списке, приведённом ниже, представлены тренеры, работавшие со сборной именно с 1949 года.
Обновление: 26 ноября 2013 года.
| Специалист       | Годы работы     | Матчи | Победы | Ничьи | Поражения | Процент выигрышей |
| ---------------- | --------------- | ----- | ------ | ----- | --------- | ----------------- |
| Алекс Макдоналд  | 1949            | 4     | 0      | 0     | 4         | 0 %               |
| Том Моррисон     | 1950, 1955—1956 | 12    | 8      | 1     | 3         | 66.7 %            |
| Лен Клод         | 1951            | 3     | 3      | 0     | 0         | 100 %             |
| Артур Марслин    | 1953—1954       | 5     | 3      | 0     | 2         | 60 %              |
| Дик Эверест      | 1957            | 2     | 2      | 0     | 0         | 100 %             |
| Джек Салливан    | 1958—1960       | 11    | 6      | 1     | 4         | 54.5 %            |
| Нил Макфэйл      | 1961—1965       | 20    | 16     | 2     | 2         | 80 %              |
| Рон Буш          | 1962            | 2     | 2      | 0     | 0         | 100 %             |
| сэр Фред Аллен   | 1966—1968       | 14    | 14     | 0     | 0         | 100 %             |
| Иван Воданович   | 1969—1971       | 10    | 4      | 1     | 5         | 40 %              |
| Боб Дафф         | 1972—1973       | 8     | 6      | 1     | 1         | 75 %              |
| Джон Стюарт      | 1974—1976       | 11    | 6      | 1     | 4         | 54.5 %            |
| Джек Глисон      | 1977—1978       | 13    | 10     | 0     | 3         | 76.9 %            |
| Эрик Уотсон      | 1979—1980       | 9     | 5      | 0     | 4         | 55.5 %            |
| Питер Бёрк       | 1981—1982       | 11    | 9      | 0     | 2         | 81.8 %            |
| Брайс Роуп       | 1983—1984       | 12    | 9      | 1     | 2         | 75 %              |
| сэр Брайан Локор | 1985—1987       | 18    | 14     | 1     | 3         | 77.7 %            |
| Алекс Уайлли     | 1988—1991       | 29    | 25     | 1     | 3         | 86.2 %            |
| Лори Мэйнс       | 1992—1995       | 34    | 23     | 1     | 10        | 67.6 %            |
| Джон Харт        | 1996—1999       | 41    | 31     | 1     | 9         | 75.6 %            |
| Уэйн Смит        | 2000—2001       | 17    | 12     | 0     | 5         | 70.5 %            |
| Джон Митчелл     | 2002—2003       | 28    | 23     | 1     | 4         | 82.1 %            |
| сэр Грэм Генри   | 2004—2011       | 103   | 88     | 0     | 15        | 85.4 %            |
| Стив Хансен      | 2012—н. в.      | 28    | 26     | 1     | 1         | 92.9 %            |

## Стадионы
Как и другие участники Кубка трёх наций, новозеландская сборная проводит международные матчи на разных стадионах по всей стране.
До сооружения арены «Уэстпак Стэдиум» в 1999 году главным регбийным сооружением Веллингтона был «Атлетик Парк», на котором прошла первая тестовая игра «Олл Блэкс» (против Британии, 1904 год). В 1996 году тестовый матч впервые прошёл за пределами крупнейших городов (Веллингтона, Данидина, Крайстчерча и Окленда): сборная играла на стадионе «Маклин Парк» в Нейпире. Финалы чемпионатов мира 1987 и 2011, в организации которых принимал участие Новозеландский регбийный союз, прошли на стадионе «Иден Парк».
Комплексы «Иден Парк» и «Ланкастер Парк» были модернизированы в рамках подготовки к мировому первенству 2011 года. В 2006 году Правительство Новой Зеландии выступило с предложением возвести новую Национальную арену в Окленде (вместо реконструкции «Иден Парк»), однако региональный совет отклонил инициативу. К тому времени руководство регбийного союза уже не рассматривало стадион «Кэрисбрук» в Данидине как место, подходящее для проведения тестовых матчей (тем не менее, на арене прошли ещё три игры высшего уровня). Был предложен проект нового крытого стадиона, известного сейчас как «Форсайт Барр Стэдиум». Городской совет Данидина одобрил проект в марте 2008 года, процесс выкупа земли продолжался с августа по октябрь. Наконец, летом 2011 года, незадолго до старта розыгрыша кубка мира, строительство было завершено.
Стадион «Ланкастер Парк» был серьёзно повреждён во время землетрясения в феврале 2011 года. Некоторые материалы в конструкциях трибун и поля утратили твёрдость, повредив как инфраструктуру сооружения, так и близлежащие объекты. В результате игры чемпионата мира, запланированные для проведения в Крайстчерче, были перенесены в другие регионы страны. Международное регби вернулось в город в 2012 году. Тестовые матчи теперь проводятся на арене «Рагби Лиг Парк». Несмотря на значительные повреждения трибун, потребовавшие их сноса, в целом сооружение потерпело меньший ущерб, нежели «Ланкастер Парк» — инфраструктура и покрытие поля пострадали не так сильно. После реконструкции «Рагби Лиг Парк» способен вместить 17 тысяч зрителей. При этом проект позволяет временно расширить вместимость до 26 тысяч.
Ниже приведён список стадионов, когда-либо принимавших матчи сборной Новой Зеландии (статистика только по тестовым матчам).
Обновление: 10 января 2013 года.
| Стадион                              | Первый матч | Последний матч | Всего матчей | Процент домашних побед |
| ------------------------------------ | ----------- | -------------- | ------------ | ---------------------- |
| «Атлетик Парк», Веллингтон           | 1904        | 1999           | 42           | 69 %                   |
| «Тахуна Парк», Данидин               | 1905        | 1905           | 1            | 100 %                  |
| «Поттерс Парк», Окленд               | 1908        | 1908           | 1            | 100 %                  |
| «Кэрисбрук», Данидин                 | 1908        | 2011           | 38           | 86 %                   |
| «Ланкастер Парк», Крайстчерч         | 1913        | 2010           | 48           | 81 %                   |
| «Иден Парк», Окленд                  | 1921        | 2012           | 72           | 82 %                   |
| «Эпсом Шоуграундс», Окленд           | 1958        | 1958           | 1            | 100 %                  |
| «Маклин Парк», Нейпир                | 1996        | 1996           | 1            | 100 %                  |
| «Норт Харбор Стэдиум», Норт-Шор-Сити | 1997        | 2005           | 6            | 100 %                  |
| «Рагби Парк», Гамильтон              | 1997        | 1997           | 1            | 100 %                  |
| «Уэстпак Стэдиум», Веллингтон        | 2000        | 2013           | 16           | 88 %                   |
| «Уаикато Стэдиум», Гамильтон         | 2002        | 2012           | 9            | 89 %                   |
| «Йерроу Стэдиум», Нью-Плимут         | 2008        | 2013           | 3            | 100 %                  |
| «Рагби Лиг Парк», Крайстчерч         | 2012        | 2012           | 1            | 100 %                  |
| «Форсайт Барр Стэдиум», Данидин      | 2012        | 2013           | 2            | 100 %                  |
| Итого                                |             |                | 238          | 82 %                   |

## Комментарии
1. ↑  Киви — национальное прозвище жителей Новой Зеландии.
2. 1 2 3 4 5 6 7 8  «Кенгуру-валлаби» (англ. «Wallabies») — самое распространённое прозвище сборной Австралии по регби.
3. ↑  Спортивные чиновники из Кентербери, Отаго и Саутленда не приняли требование национального союза об обязательном проживании членов исполнительного комитета в Веллингтоне. Через некоторое время эти организации всё же присоединились к союзу, несмотря на то что правило о резидентах оставалось в силе до 1986 года.
4. 1 2 3 4 5 6  «Спрингбокс» (англ. Springboks; африк. Springbokke) — самое распространённое прозвище сборной ЮАР по регби.
5. ↑  Бонусные очки присуждаются в двух случаях: при занесении четырёх и более попыток или при поражении с разницей в семь и менее очков.
6. ↑  англ. «…Designed to reflect the multi-cultural make-up of contemporary New Zealand — in particular the influence of Polynesian cultures».
7. ↑  англ. «Throat slitting».
8. ↑  англ. «Drawing vital energy into the heart and lungs».
9. ↑  «Красные драконы» (англ. «Red dragons») — самое распространённое прозвище сборной Уэльса по регби.
10. ↑  Данные актуальны на 20 сентября 2015 года.
11. ↑  Известный игрок в крикет, считается сильнейшим бэтсменом в истории.
12. ↑  англ. «Who had left an indelible mark on Rugby World Cup for their moments of magic, inspiration or feats».
13. ↑  Ближайшим преследователем Хьюза по этому показателю является Фрэнк Банс, сыгравший за «Олл Блэкс» в возрасте 35 лет и 305 дней. Таким образом, Хьюз старше Банса более чем на четыре года.